# Soria
Soria es un municipio y una ciudad española, capital de la provincia homónima, situada al este de la comunidad autónoma de Castilla y León. Cuenta con una población de 40 750 habitantes (INE 2024). El término municipal tiene una superficie de 271,77 km², con una densidad de 143,07 hab./km². Situada a unos 1063 m de altitud, es la segunda capital de provincia más alta, tras Ávila.
Aunque existen indicios de asentamientos de la Edad del Hierro y celtibéricos, Soria entra en la historia propiamente con su repoblación entre el 1109 y el 1114, por el rey aragonés Alfonso I el Batallador. Enclave estratégico debido a las luchas por el territorio entre los reinos de Castilla, Navarra y Aragón, Soria pasó a formar parte de Castilla definitivamente en 1134, durante el reinado de Alfonso VII. En Soria nació Alfonso VIII, y tenía establecida su corte Alfonso X cuando recibió la oferta al trono del Sacro Imperio Romano-Germánico. En Soria murió el depuesto rey Jaime IV de Mallorca, y se casó en primeras nupcias Juana I de Nápoles. Pujante durante la Baja Edad Media gracias a su situación fronteriza y su extensa cabaña ovina, Soria entró luego en una lenta decadencia durante los siguientes siglos. Sufrió daños en la Guerra de Sucesión y, más graves, durante la Guerra de la Independencia. La ciudad conserva un importante patrimonio arquitectónico (extensa muralla medieval, palacios renacentistas e iglesias románicas) y es sede del Museo Numantino (con piezas de la cercana ciudad celtíbera de Numancia).
Actualmente, su población de 40 096 habitantes hace de Soria la capital de provincia menos poblada de Castilla y León y la segunda menos poblada de España (tras Teruel). Es particularmente importante en su economía la industria agroalimentaria, y un creciente turismo atraído por su patrimonio cultural. Soria fue mencionada por la Unesco como buen ejemplo al incluir la dieta mediterránea en su lista Representativa del Patrimonio Cultural Inmaterial de la Humanidad. También está bajo consideración su inclusión como Reserva de la Biosfera.

## Toponimia
Bartolomé de Torres, en su Topografía de la ciudad de Numancia, asegura que el castillo de esta ciudad tomó el nombre de Oria de un caballero griego llamado Dórico, capitán de los dorios, que llegó a Soria desde Acaya. De esta noticia deducen algunos historiadores que los primeros pobladores de la actual Soria fueron los dorios. No obstante, nada a este respecto ha corroborado la arqueología y para otro grupo de expertos los primeros pobladores de Soria fueron los suevos, cuyos reyes, según Tutor y Malo en su Compendio historial de las dos Numancias, establecieron en ella una de sus cortes.
Ambas hipótesis han caído en desuso con el paso del tiempo porque ningún documento las acredita de manera fidedigna. Parece lógico suponer que la palabra «Soria» deriva de dauria, a su vez derivada de daurius, Duero. A estas versiones, sobre el origen del nombre de Soria, se suman la de Pedro de Rúa, que deriva Soria de Sarra, nombre de la ciudad de Tiro, y de sarranos, sus moradores, de donde viene sorianos. En un libro de armas se narra que cuando Alfonso VII el Emperador reedificó Soria se descubrió una gran piedra con un signo grabado que recordaba a una «S», la cual se añadió al castillo de Oria y dio la actual voz Soria.
Según el profesor Guillermo Tejada Álamo,[cita requerida] el nombre de Soria sería una palabra compuesta y sincopada de origen prerromano debida a la repoblación medieval, hacia finales de la Alta Edad Media o principios de la Baja, hecha por algún grupo de repobladores procedente del norte, seguramente del área vascófona (como en el caso de Garray), que se situó en el actual Mirón. Las palabras serían: So (que mira o mirador) y oria, de ur-a (río o corriente de agua), que seguramente es como se le conocía entonces, antes de ser sustituido por la palabra hermana, D(T)urio/a (fuente, y también río). Es decir, «El Mirador (o El Mirón) del / al / sobre el río», en este caso, el Duero (en romance castellano, «Miranda del Río», o «de(l) Duero»). Y se referiría a una especie de atalaya con un poblado que, a partir de la muerte del hijo de Almanzor, en el 1010, podrá bajar con más tranquilidad por la ladera hacia el valle del río y hacia el collado (barranco en oblicuo en el lado derecho del valle, que dará lugar a un collado y paso hacia el oeste), lo que daría origen a la Soria actual.
Según el historiador Antonio Ubieto Arteta «un texto cronístico muy repetido señala que Alfonso I el Batallador repobló Soria», por lo que cabe concluir que en 1119 ya existía una población andalusí con ese nombre, y por tanto el topónimo sería árabe, سوريا, Sūriyā (pronúnciese Soria). «La invasión musulmana trajo a árabes y bereberes que se extendieron a lo largo de la Marca Superior, lo que se refleja en la toponimia con una serie de nombres de lugar: Mequinenza poblada por la tribu Miknāsa, o Fabara por los Ḥawwāra, etc». En tal caso, el topónimo Sūriyā nos indicaría que sus primeros habitantes procedían de Siria.

## Símbolos

### Escudo
El escudo de Soria posee la siguiente descripción heráldica:

En campo de gules (rojo), un castillo, de plata, almenado de tres almenas, alineado y mazonado de sable, aclarado de azur (azul) y saliendo de su homenaje un busto de rey coronado de oro y con sus atributos, en su color; bordura de plata cargada con la leyenda siguiente: Soria Pura Cabeza de Estremadura, escrita con letras de sable.

El rey en el escudo es Alfonso VIII, natural de la ciudad, y el campo rojo representa la sangre derramada por los sorianos, particularmente en las batallas de Alarcos, Navas de Tolosa y Aljubarrota. El ejemplo más antiguo que se conserva del escudo se encuentra en la campana alto-medieval de San Gil, hoy iglesia de Santa María la Mayor, en la que ya se reflejaba el lema de la ciudad. A diferencia del escudo que actualmente se tiene como oficial, el rey que ahora aparece en busto sobre la torre del homenaje del castillo, en la campana de San Gil se representa de cuerpo entero a los pies de este, saliendo por su puerta.

### Bandera
La bandera del municipio es rectangular de proporciones 1:2, de color blanco con el escudo de Soria en el centro

### Lemas
El lema que aparece en el escudo es «Soria pura, cabeza de Estremadura». Desde el siglo XIX hasta tiempos recientes, se usó la variante «Soria pura, cabeza de Extremadura». Hay diversas explicaciones sobre el origen de este lema. Algunas hacen referencia a la importancia de Soria en la Mesta. Otras hablan de la preponderancia de Soria en su zona de influencia, una de las «extremaduras» o tierras fronterizas con el islam, repobladas en el siglo XII.
Otros lemas y títulos otorgados a Soria son:
- «Muy Noble y Muy Leal Ciudad de Soria».
- «Soria, La Bien Cantada».[14]
- «Soria, Ciudad de los Poetas».
- «Ciudad Teresiana».[15]

## Geografía
El municipio de Soria está a orillas del río Duero, en su curso alto, sobre las estribaciones del sistema Ibérico. La ciudad de Soria se extiende sobre dos cerros (el cerro del Castillo, y el cerro del Mirón) y la cañada que los separa, en la margen derecha del Duero. Pese a que hay un barrio en la margen izquierda del Duero (al otro lado del puente de Piedra), la ciudad se ha extendido hacia el oeste.
Además de la ciudad de Soria, en el término municipal se encuentran el barrio Las Casas, a 1,2 km de la ciudad, y tres localidades: Oteruelos, Pedrajas y Toledillo, situadas a varios kilómetros al noroeste. También incluye dos exclaves despoblados, el de los Pinares de Soria al oeste y un pequeño sector en la sierra de Toranzo al este. En su territorio hay tres embalses en el curso del río Duero: Los Rábanos (al sur), Campillo de Buitrago (al noroeste) y La Cuerda del Pozo (en el exclave de Los Pinares de Soria).
El término municipal se extiende un total de 27 240 ha y su altitud oscila entre los 1000 y los 1200 m. Por ejemplo, la ciudad de Soria está a unos 1064 m, el cerro de Santa Ana a 1268 m y el pico del Berrún a 1224 m. A grandes rasgos, el relieve está determinado por el río Duero en su curso alto y las sierras que forman parte de las estribaciones del sistema Ibérico soriano.
Forma parte de la comarca de Soria y se sitúa a 101 km de Logroño, a 142 km de Burgos, a 159 km de Zaragoza, a 178 km de Pamplona, a 207 km de Valladolid y a 231 km de Madrid.
Los límites del territorio que incluye la ciudad son los siguientes:
| Noroeste: Vinuesa        | Norte: El Royo, Garray | Nordeste: Velilla de la Sierra |
| Oeste: Golmayo y Cidones |                        | Este: Alconaba                 |
| Suroeste: Golmayo        | Sur: Los Rábanos       | Sureste: Los Rábanos           |

- El exclave de Los Pinares de Soria, ya en las primeras elevaciones de los Picos de Urbión, limita al norte con Regumiel de la Sierra (Burgos), Duruelo de la Sierra, Covaleda, Molinos de Duero y Vinuesa; al este con Cidones; al sur con Vadillo, Cabrejas del Pinar y Abejar; al oeste con Canicosa de la Sierra (Burgos) y Navaleno.
- El exclave de la sierra de Toranzo, que incluye el pico Toranzo (1620 m) limita al norte con Ólvega, al este y al sur con Borobia y al oeste con Noviercas.

### Clima
De acuerdo a la clasificación climática de Köppen, Soria cuenta con un clima de tipo Cfb, con dos meses secos. El invierno se caracteriza por ser largo y frío (3,2 °C en enero), llegándose a producir anualmente unos 83 días de heladas. Por su parte el verano es cálido (20 °C en julio y agosto), con unas temperaturas máximas alrededor de los 28 °C, que en los días de canícula pueden llegar hasta los 35 °C, pero el calor estival se ve suavizado por unas noches frescas (12,4 °C. de mínima en julio). Las precipitaciones son moderadas (512 mm al año) siendo la primavera la estación más lluviosa destacando los meses de abril y mayo; en invierno las nevadas son frecuentes.
| Parámetros climáticos promedio de Observatorio de Soria (1081 m s. n. m.) (periodo de referencia: 1991-2020, extremos: 1943-presente) | Parámetros climáticos promedio de Observatorio de Soria (1081 m s. n. m.) (periodo de referencia: 1991-2020, extremos: 1943-presente) | Parámetros climáticos promedio de Observatorio de Soria (1081 m s. n. m.) (periodo de referencia: 1991-2020, extremos: 1943-presente) | Parámetros climáticos promedio de Observatorio de Soria (1081 m s. n. m.) (periodo de referencia: 1991-2020, extremos: 1943-presente) | Parámetros climáticos promedio de Observatorio de Soria (1081 m s. n. m.) (periodo de referencia: 1991-2020, extremos: 1943-presente) | Parámetros climáticos promedio de Observatorio de Soria (1081 m s. n. m.) (periodo de referencia: 1991-2020, extremos: 1943-presente) | Parámetros climáticos promedio de Observatorio de Soria (1081 m s. n. m.) (periodo de referencia: 1991-2020, extremos: 1943-presente) | Parámetros climáticos promedio de Observatorio de Soria (1081 m s. n. m.) (periodo de referencia: 1991-2020, extremos: 1943-presente) | Parámetros climáticos promedio de Observatorio de Soria (1081 m s. n. m.) (periodo de referencia: 1991-2020, extremos: 1943-presente) | Parámetros climáticos promedio de Observatorio de Soria (1081 m s. n. m.) (periodo de referencia: 1991-2020, extremos: 1943-presente) | Parámetros climáticos promedio de Observatorio de Soria (1081 m s. n. m.) (periodo de referencia: 1991-2020, extremos: 1943-presente) | Parámetros climáticos promedio de Observatorio de Soria (1081 m s. n. m.) (periodo de referencia: 1991-2020, extremos: 1943-presente) | Parámetros climáticos promedio de Observatorio de Soria (1081 m s. n. m.) (periodo de referencia: 1991-2020, extremos: 1943-presente) | Parámetros climáticos promedio de Observatorio de Soria (1081 m s. n. m.) (periodo de referencia: 1991-2020, extremos: 1943-presente) |
| Mes | Ene. | Feb. | Mar. | Abr. | May. | Jun. | Jul. | Ago. | Sep. | Oct. | Nov. | Dic. | Anual |
| --- | --- | --- | --- | --- | --- | --- | --- | --- | --- | --- | --- | --- | --- |
| Temp. máx. abs. (°C) | 20.8 | 23.2 | 25.5 | 30.0 | 32.7 | 37.9 | 38.7 | 38.9 | 36.4 | 31.8 | 25.0 | 20.5 | 38.9 |
| Temp. máx. media (°C) | 8.2 | 9.7 | 13.2 | 15.0 | 19.5 | 25.0 | 28.9 | 28.7 | 23.5 | 17.8 | 11.6 | 8.9 | 17.5 |
| Temp. media (°C) | 3.6 | 4.4 | 7.2 | 9.1 | 13.1 | 17.6 | 20.7 | 20.6 | 16.4 | 11.9 | 6.9 | 4.2 | 11.3 |
| Temp. mín. media (°C) | -1.1 | -0.9 | 1.3 | 3.2 | 6.6 | 10.2 | 12.5 | 12.5 | 9.3 | 6.0 | 2.1 | -0.5 | 5.1 |
| Temp. mín. abs. (°C) | -14.0 | -14.0 | -12.8 | -5.6 | -4.0 | 0.0 | 1.2 | 1.0 | -1.2 | -4.2 | -9.6 | -15.0 | -15.0 |
| Precipitación total (mm) | 43 | 35 | 42 | 59 | 64 | 48 | 34 | 26 | 33 | 58 | 50 | 45 | 537 |
| Días de precipitaciones (≥ 1 mm) | 7.2 | 6.1 | 7.3 | 8.9 | 8.9 | 6.0 | 3.8 | 3.3 | 5.2 | 7.8 | 8.0 | 7.0 | 79.8 |
| Días de nevadas (≥ 0.01 mm) | 5.3 | 5.8 | 4.3 | 2.1 | 0.2 | 0.0 | 0.0 | 0.0 | 0.0 | 0.2 | 2.2 | 3.1 | 23.1 |
| Horas de sol | 143 | 161 | 205 | 219 | 257 | 297 | 341 | 319 | 243 | 189 | 147 | 133 | 2666 |
| Humedad relativa (%) | 76 | 69 | 63 | 63 | 60 | 53 | 48 | 49 | 59 | 68 | 75 | 78 | 64 |
| Fuente: Agencia Estatal de Meteorología                                                                                               | | | | | | | | | | | | | |

### Medio ambiente
En su término e incluidos en la Red Natura 2000 los siguientes lugares:

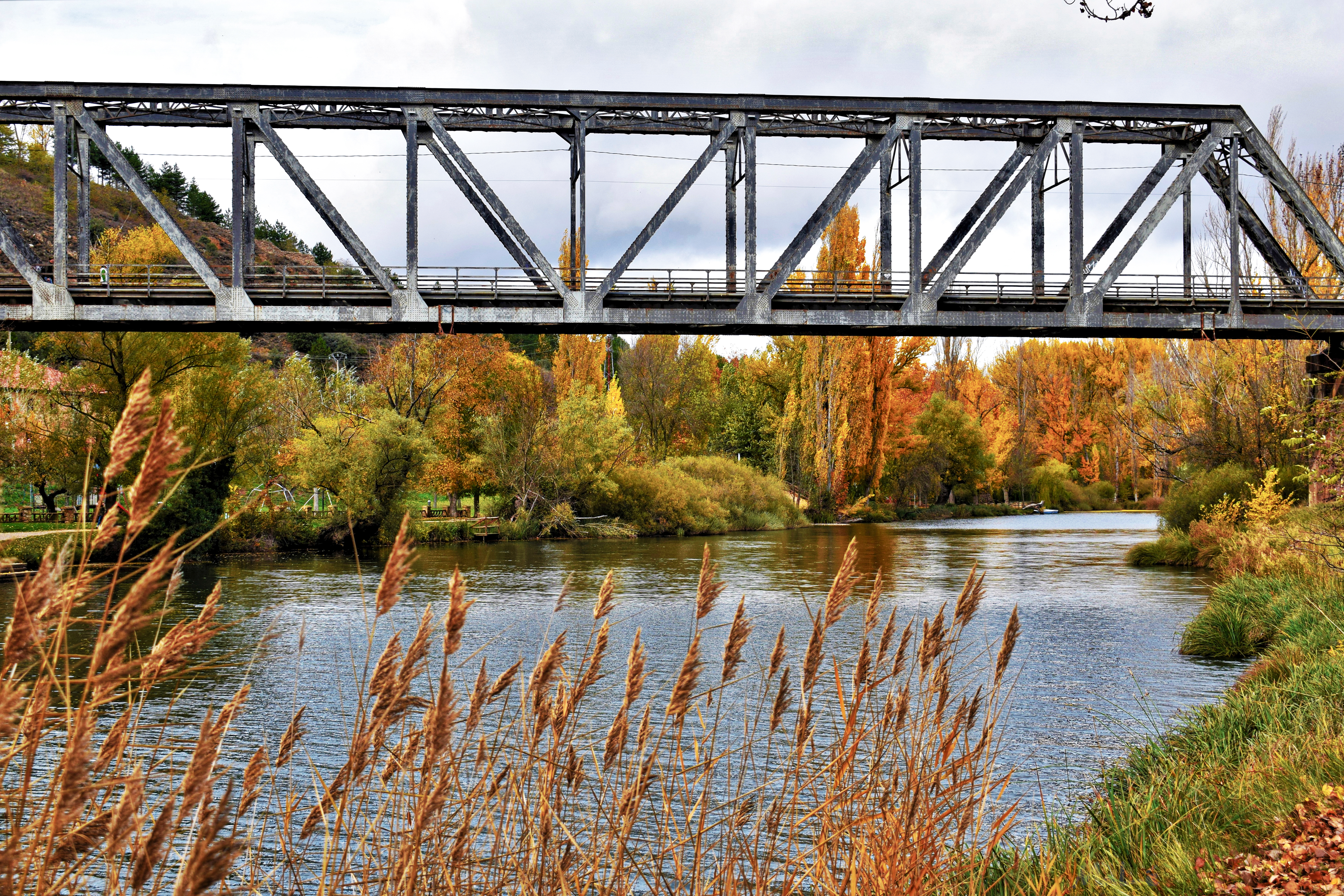
Puente sobre el Río Duero

- Puente sobre el Río DueroLugar de Interés Comunitario conocido como Riberas del Río Duero y afluentes, ocupando 181 hectáreas, el 1 % de su término.[20]
- Lugar de Interés Comunitario conocido como Robledales del Berrún, ocupando 123 hectáreas, el 1 % de su término.[21]
- Lugar de Interés Comunitario conocido como Sabinares Sierra de Cabrejas, ocupando 199 hectáreas, el 1 % de su término.[22]

## Historia

### Antigüedad y Alta Edad Media
En el monte Valonsadero, en el término del municipio, se encuentran pinturas rupestres datadas entre el año 3000 y 2000 a. C. (Calcolítico-Edad de Bronce). Fueron realizadas por pueblos nómadas que narraban en las paredes hechos cotidianos mezclados con deidades simples. Cuentan con la declaración de Bien de Interés Cultural (BIC).
En el actual cerro del Castillo se han descubierto restos de un asentamiento de la Edad del Hierro y celtibérico, supeditado este último a la ciudad celtíbera de Numancia, situada a siete kilómetros al norte de la actual ciudad de Soria. Numancia fue la ciudad más importante de los Arévacos, famosa por sus conflictos con Roma en el siglo II a. C. Al frente de una coalición de celtíberos, derrotó en el año 153 a. C. a un ejército de 30 000 hombres mandados por el cónsul Quinto Fulvio Nobilior, dando inicio a veinte años de luchas intermitentes. Finalmente, Publio Cornelio Escipión Emiliano puso sitio a la ciudad con un largo cerco, capturándola en el verano del año 133 a. C., tras el suicidio de gran parte de su población. Numancia fue repoblada con pueblos celtíberos vecinos, y sufrió nuevas destrucciones durante las Guerras Sertorianas. En el siglo III comienza su decadencia definitiva, y generalmente se considera que la ciudad dejó de ser ocupada en el siglo IV d. C., aunque nuevos hallazgos sugieren un asentamiento visigodo en el siglo VI d. C.
En el periodo previo a la Reconquista, cuando estaba bajo dominio árabe, hay varias menciones controvertidas a Soria. En el año 869, Solimán ben Abús se levantó en Medina-Soria contra el emir de Córdoba, quien envió a su hijo, Al-Hakan, para sofocar el alzamiento.[cita requerida] En el año 1079, Al-Kádir ofrece Soria y otra población a Alfonso VI.

### La reconquista cristiana

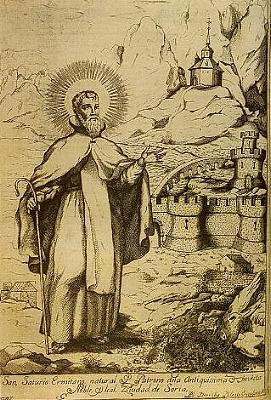
San Saturio

Durante los siglos X y XI la zona de Soria era importante estratégicamente por su situación junto al Duero, que marcaba el límite entre los dominios cristianos y musulmanes en la denominada «marca del Duero» o «línea del Duero». Los primeros controlaban el norte desde San Esteban de Gormaz, mientras que los segundos se hacían fuertes en el imponente castillo de Gormaz. La definitiva conquista de esta plaza por los cristianos en el 1060, y de Toledo en el 1085, abrieron la puerta a la conquista y repoblación de Soria.
Es posible que en la actual Soria existiese una población ya durante los siglos X y XI. Miguel Martel da argumentos apoyando esta hipótesis, incluyendo la antigüedad de los restos del anacoreta San Saturio, y la mención de dos caballeros sorianos (Álvar Salvadores y Antolín Sánchez) como capitanes del Cid. Algunos investigadores apuntan a la posibilidad de que fuera conquistada por Fernán González (929-970), primer conde independiente de Castilla, y volviese a pasar a manos musulmanas con Almanzor (944-1002). En cualquier caso, por aquel entonces Soria sería una población de poca importancia, ya que no es mencionada al fijarse los límites entre las diócesis de Osma y Burgos durante el Concilio de Husillos (1088), ni en otros documentos. La falta de menciones a Soria antes del siglo XII puede deberse también a la preponderancia de la cercana Garray, bajo el cerro de la antigua ciudad de Numancia, localidad que fue definitivamente conquistada en el 1076 por el Reino de Navarra.
Entre 1109 y 1114, el rey Alfonso I el Batallador conquistó definitivamente Soria y la repobló. Alfonso I el Batallador concedió, también por esas fechas, el Fuero Breve, el primer reglamento jurídico de la villa que solo conocemos por fuentes indirectas. Fueron los primeros alcaides conocidos los aragoneses Íñigo López (1117-1125) y Fortún López (1127-?). En los siglos siguientes, Soria fue enclave estratégico debido a las luchas por el territorio entre los reinos de Castilla y León, Navarra y Aragón. La separación entre doña Urraca y Alfonso I dejaría Soria en manos de este último. Alfonso VII, tras la muerte de su madre Urraca en 1126, no tardó en reclamar las plazas de Soria, Almazán y Medinaceli ocupadas por su padrastro Alfonso. A la muerte de este último, en 1134, Soria pasaría a formar parte de Castilla de forma definitiva.

Después que el conde de Barcelona, D. Ramón Berenguer, tuvo el reino de Aragón por cesión que le hizo el rey monge D. Ramiro, hubo de pedir al emperador D. Alonso le diese á Soria, á la que alegaba algún derecho. Tuvieron estos reyes demandas y respuestas sobre ello, y no concertándose vinieron en que se dirimiera la contienda por la fuerza de las armas, señalándose por cada parte 10 caballeros para entrar en campo, bajo concierto de que los vencedores ganasen la ciudad para su rey. Fueron estos los caballeros del rey de Castilla, y Soria quedó por su corona.
Antonio Pérez Rioja.

### Reinado de Alfonso VIII (1158-1214)

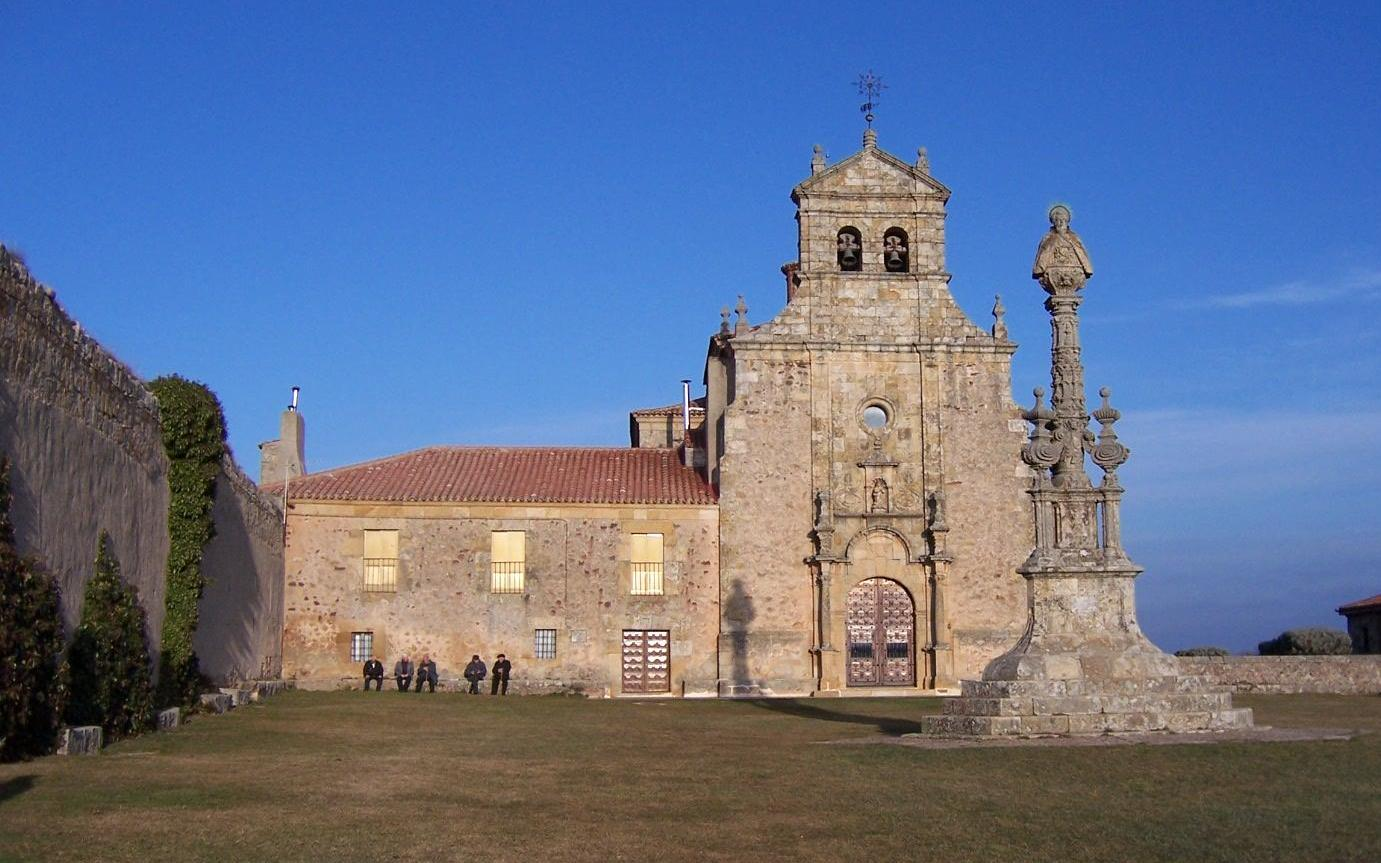
Ermita de la Virgen del Mirón

Alfonso VIII nació en Soria, y permaneció ligado a esta villa a lo largo de su vida. La muerte de su padre (Sancho III) ocurrió cuando Alfonso contaba con solo tres años de edad. Su tutela se la disputaron las grandes casas nobiliarias de los Castro y los Lara. Inicialmente victoriosos, los Lara llevaron al «rey niño» a Soria. Fernando II de León, con ayuda de los Castro, entró en Castilla, invadiendo Toledo y Burgos, y avanzando hacia Soria con el objetivo de que el joven Alfonso le rindiese vasallaje. Sin embargo, Manrique de Lara pudo escapar con Alfonso hacia San Esteban de Gormaz, Atienza y Ávila.
Esta ayuda de los sorianos para mantener la independencia del Reino de Castilla fue agradecida con una serie de privilegios, como el de los Arneses, por el cual cada nuevo Rey de Castilla entregaba a los nobles de la villa cien pares de arneses, armas, escudos y sillas. Este derecho fue respetado hasta el reinado de Fernando VII, aunque en forma de entrega de 350 000 maravedís desde tiempos de los Reyes Católicos. Alfonso VIII otorgó también a Soria el Fuero Extenso, de gran interés dentro de la legislación municipal y que sirvió de base al propio Fuero Real. En este Fuero Extenso ya refleja la organización de la villa en tres instituciones: la de los Doce Linajes, la de Jurados de Cuadrilla y la de los Sexmeros de la Tierra.
La vinculación de Soria con Alfonso VIII y su mujer Leonor de Plantagenet quedó reflejada en su escudo, y en varios de sus templos. Explica el gran parecido entre la soriana iglesia de Santo Domingo y la iglesia de Notre-Dame la Grande de Poitiers, y los frescos representando el asesinato de Tomás Becket hallados en la iglesia de San Nicolás. Es posible que también Leonor de Plantagenet y su entorno trajeran los temas artúricos que inspiraron la simbología de Los Doce Linajes De Soria.
En 1195, los castellanos sufren una seria derrota en la batalla de Alarcos. El contingente soriano salvó la vida de Alfonso VIII, pero no pudo evitar que fuese herido durante la batalla. Aprovechándose de la debilidad castellana, Sancho el Fuerte de Navarra atacó Soria y Almazán.

### Esplendor durante la Edad Media
A comienzos del siglo XIII conoció uno de sus períodos más florecientes gracias a su situación fronteriza. El comercio, desarrollado por los judíos, hizo de Soria una villa importante. Unos 1038 judíos, según el censo de Huete en 1290, habitaban la aljama, situada en los límites del castillo. Según Martel «en el castillo de Soria, dentro del muro principal, hay un cuerpo espacioso en el cual antiguamente hubo trescientas casas y un templo, que hoy dura, aunque arruinado. Muchas de estas casas dicen que eran de judíos, y aquella población, con la que había por fuera, se llamaba alhama». Fueron habitantes ilustres de la judería de Soria los filósofos José Albo y Shem Tov ben Abraham ibn Gaon.
Muchas actividades económicas de la Edad Media soriana giraban en torno a la lana. Capital de una provincia que era cabecera de varias cañadas reales (Galiana, Soriana Oriental y Soriana Occidental), Soria controlaba el esquileo estival de sus rebaños y el envío del preciado vellón hacia Burgos y los puertos del norte de la península ibérica. Este gran negocio regulado por el Concejo de la Mesta (creada en 1273) garantizaba la preeminencia de los propietarios ganaderos: los linajes nobles que controlaban la vida municipal.
Alfonso X el Sabio estableció su corte en Soria durante dos meses de 1256. Allí, recibió una embajada de Pisa, ofreciéndole el trono vacante del Sacro Imperio Romano-Germánico. Los caballeros sorianos entendieron que esta oferta era perjudicial para sus intereses y los de Castilla. Manifestaron su descontento con un motín, la llamada Conjuración de Soria, que no pudo evitar que Alfonso siguiese adelante con su empeño, finalmente en vano. Muerto el primogénito Fernando de la Cerda, en 1282 el segundo hijo de Alfonso, Sancho, se rebeló para defender sus derechos sucesorios. Soria apoyó la rebelión, si bien otras localidades cercanas siguieron fieles a Alfonso, como Ágreda. Coronado Sancho IV en 1284, su sobrino Alfonso de la Cerda reclamó el trono de Castilla con apoyo de Aragón, provocando una guerra entre los dos reinos con la provincia de Soria como principal escenario.
Durante la minoría de edad de Fernando IV siguieron los intentos de Alfonso de la Cerda, llegando a coronarse rey de Castilla y a tomar el control por dos años de Soria y otras plazas cercanas (Osma, Deza y Almazán). Fernando IV otorgó varios privilegios a los caballeros sorianos: el de ser guardaespaldas reales (1302), y el privilegio de que no pudieran ser obligados a salir en campaña bélica cuando no asistiesen el rey o el príncipe heredero (1304).

En 1328, Garcilaso de la Vega, Merino Mayor de Castilla y hombre de confianza de Alfonso XI, se desplazó a Soria en búsqueda de aliados contra el infante Don Juan Manuel, quien se había rebelado contra el monarca. Los sorianos, temerosos de que Garcilaso viniese a apoderarse de la villa, no dejaron entrar a Garcilaso, que se tuvo que acuartelar extramuros, en el convento de San Francisco. Los caballeros sorianos advirtieron a Garcilaso que se alejase, y al negarse Garcilaso, decidieron sorprenderlo y darle muerte: 
«[L]os sorianos [...] idearon una salida en que pudieran cogerlo desprevenido con los nobles de su comitiva. Para conseguir su objeto socavaron el fuerte muro de la ciudad por la parte que daba frente al monasterio, y abriendo un postigo pequeño que cubrieron por la parte de afuera con un ligero tabique, esperaron el instante en que los atalayas colocados encima de la muralla diesen el aviso oportuno. Llegó este con efecto; Garcilaso y su pequeña corte regresando de una excursión por las cercanías, apeábase a la puerta de su alojamiento cuando los de la ciudad empujando el ligero tapial que los ocultaba, se lanzaron detrás de ellos. Aun tuvieron espacio los perseguidos para encerrarse en el monasterio[...]. Sangrientas fueron las escenas de que fue teatro el monasterio; el tumulto dio con Garcilaso en la iglesia, donde disfrazado con un hábito de fraile, estaba arrodillado con un breviario en la mano vuelto al revés, en lo cual le reconocieron porque no sabía leer, y allí le concluyeron a puñaladas».
El año siguiente, Alfonso XI se vengó de la nobleza soriana, ejecutando a varios cabecillas del motín y destruyendo «más de 300 casas principales y sembra[ndo] de sal otras muchas».

### Crisis de fin de la Edad Media
Como muestra de su pujanza, Soria consiguió uno de los preciados puestos de representación entre las dieciséis ciudades con derecho a enviar procuradores a las Cortes del reino de Castilla, y fue sede de alguna de sus reuniones (por ejemplo, la de 1380). En contrapartida, la inestabilidad política del último tercio del siglo XIV permitió que perdiese su condición de realengo, y que Enrique II la cediese al mercenario francés Bertrand Du Guesclin como pago por su apoyo en la primera guerra civil castellana contra Pedro I de Castilla. La cesión topó con la abierta hostilidad de una población que no deseaba abandonar el dominio real, y las tropas de Du Guescin tuvieron que tomar al asalto la ciudad, en 1369. Tras la renuncia de Du Gueslin, la ciudad siguió (hasta 1539) concediéndose en señorío a miembros de la familia real. Así, fue infante de Soria el futuro Juan I de Castilla, y duquesas de Soria las reinas Catalina de Lancaster, María de Aragón e Isabel de Portugal.
En 1375, el depuesto Jaime IV de Mallorca se retira a la ciudad y es enterrado allí. En la misma iglesia y ese mismo año el, entonces infante, Juan I de Castilla se casó con Leonor, hija de Pedro IV de Aragón el Ceremonioso. Luchando por los derechos de Juan I al trono de Portugal, pereció la casi totalidad del contingente soriano en la batalla de Ajubarrota de 1385.
Hay cierta confusión sobre el momento en el que Soria pasa de ser villa a ciudad. Se dice erróneamente que esto ocurrió en 1266, con una bula de Clemente IV en la que supuestamente concedía la categoría de catedral a la iglesia de San Pedro de esta capital; una noticia que ya en 1788 desmintió Loperráez. Lo cierto es que Soria sigue siendo llamada villa en documentos de 1374, mientras que en un privilegio del 22 de junio de 1377 ya se habla de la ciudad de Soria. Es posible que la elevación a ciudad tuviera lugar en 1375, año en el que hubo varias bodas reales, según los cronistas ya en la cibdad de Soria.

### Edad Moderna

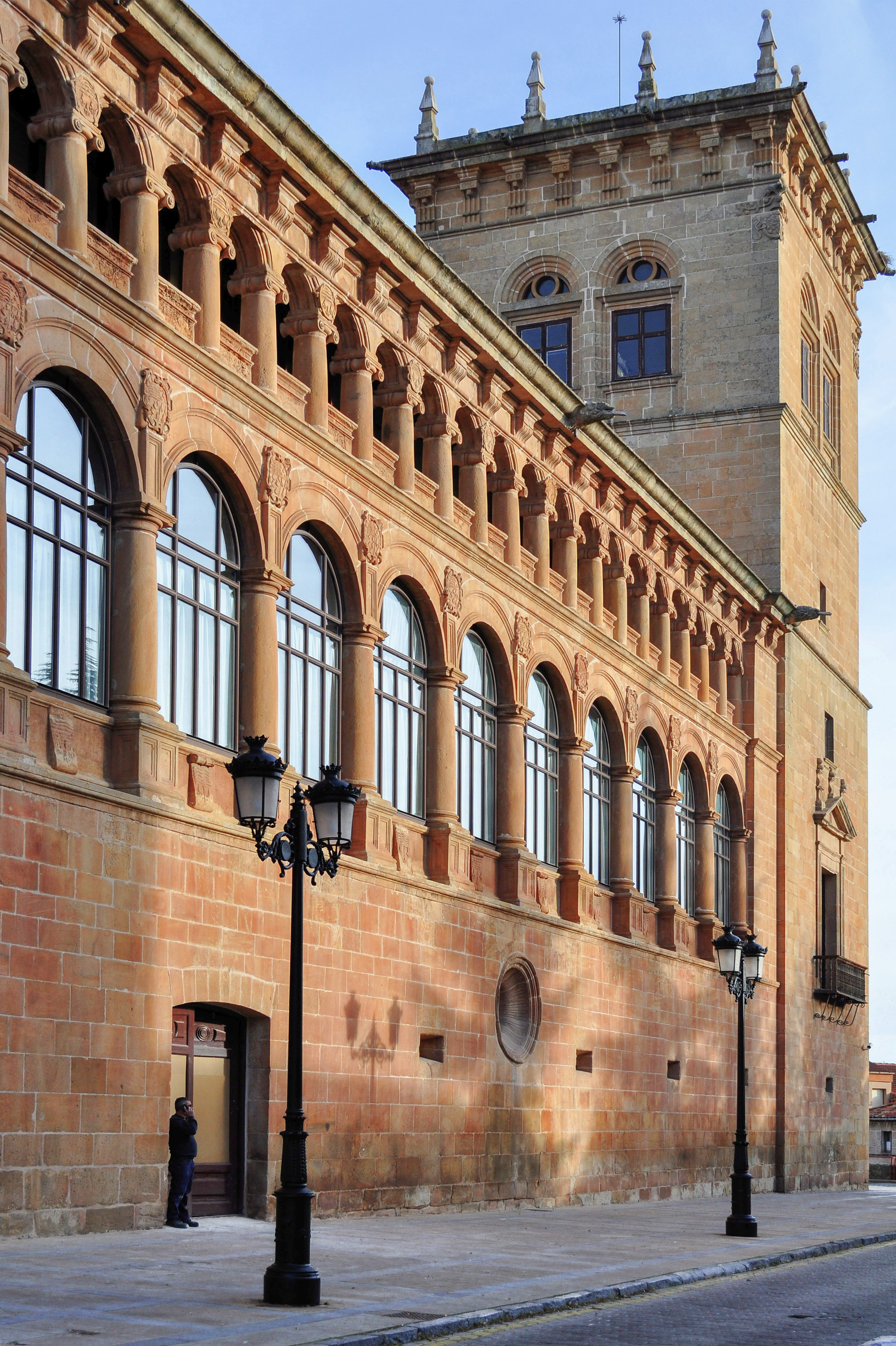
Palacio de los Condes de Gómara

En 1492, el decreto de expulsión de los judíos, trajo la decadencia económica y social de Soria. Diferentes autores estiman la pérdida de población de entre el 6 % y el 25 %. En aquellas fechas la narración histórica de Soria se interrumpe porque tras la unión de los reinos de Navarra, Aragón y Castilla por los Reyes Católicos, la ciudad dejó de ser un enclave estratégico. Esta situación se prolongó durante la Edad Moderna, en la que el declive de la rentabilidad de la ganadería puso a la ciudad en una coyuntura de deterioro económico y demográfico muy grave. Por otra parte, los dirigentes locales de finales del siglo XVI no quisieron o no pudieron apoyar el velado plan del obispo Acosta para trasladar la sede de la diócesis de Osma a Soria, que hubiese aliviado en parte la decadencia de la ciudad.
Durante el movimiento comunero, Soria se unió inicialmente a la revuelta contra el emperador Carlos V. Mandó cuatro procuradores a Tordesillas, entre ellos a Carlos de Arellano II, que luego sería mariscal de Castilla. Terminada la guerra, Soria pasaba a formar parte de las ciudades y villas concedidas a Isabel de Portugal, esposa de Carlos I, que promulgaría las ordenanzas municipales en 1538, una de las primeras en España. Durante el siglo XVI, en la ciudad de Soria se contabilizaban unos 1000-1400 vecinos (unos 4000-6500 habitantes), seguramente aumentando paulatinamente hasta 1580 y luego descendiendo por los episodios de peste de finales de siglo, en particular la de 1599.
Tras su paso por Soria en 1592, como escolta de Felipe II, Enrique Cock dejó la siguiente descripción de la ciudad:

La ciudad va subiendo hasta arriba donde se acaba en una cuesta en lo más alto, aunque a mediodía tiene un sierro bien alto, en el que se ve un gran cercado, que sobre ser en tiempos pasados castillo o fortaleza, empero va decayendo poco a poco... Hay en esta ciudad veinte y dos parrochias que representan alguna grandeza... [...] Tiene corregidor por su Magestad, y su ayuntamiento de regidores y jurados como las más principales ciudades de España. Hay un buen número de caballeros y mayorazgo de buena renta. El trato principal de su comarca es criar ganados y lanas, y se saca mucha madera de su serranía, porque tiene abundancia de pastos y montes de pinares y otros árboles.
Enrique Cock

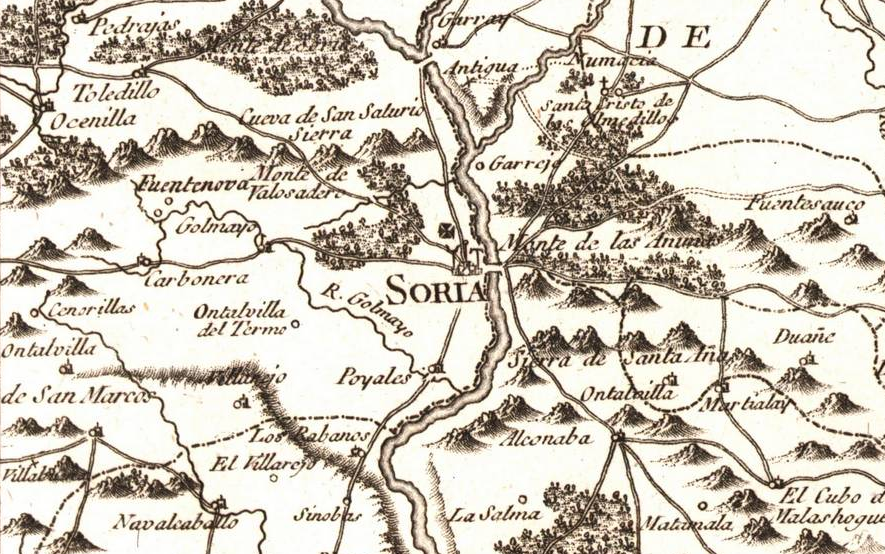
Alrededores de Soria, según un mapa de Tomás López (1783)

En 1602, de las treinta y seis parroquias originales de Soria ya quedaban solo trece. En 1612 había en la capital 6500 habitantes, mientras que en 1710 esa cifra se había reducido a 3300. Durante el siglo XVIII, en paralelo al resto del país, la población de la capital soriana aumentó, contando con 4055 habitantes en 1777.
Soria recupera su protagonismo estratégico-militar en la historia de España con la Guerra de Sucesión, al defender la causa de Felipe V y proteger de las pretensiones aragonesas la línea fronteriza (1706-1707). En 1750 se establecen los jesuitas en la ciudad. Para tratar de remediar la decadencia soriana, en 1777 se funda la Sociedad Económica Numantina de Amigos del País.

### SigloXIX

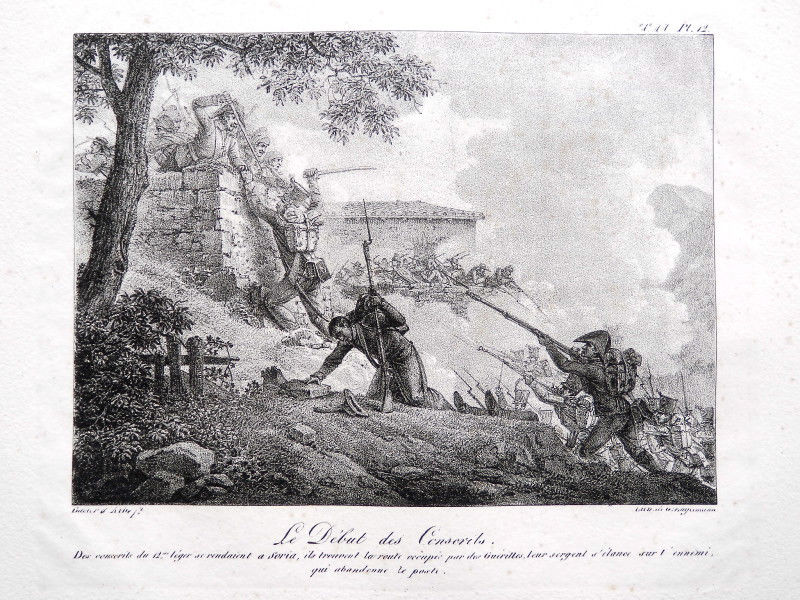
Litografía del ataque francés a Soria durante la Guerra de Independencia

En 1808, tras la invasión francesa de España, Soria se unió de forma decidida al campo antifrancés con la creación el 3 de junio de una Junta Suprema Gubernativa y Militar, que organiza el Batallón de Voluntarios Numantinos, activo en los frentes de Logroño y Sigüenza. El 22 de noviembre de 1808, sin embargo, tropas francesas al mando del mariscal Michel Ney se presentaron a las puertas de Soria y permanecieron en la ciudad durante tres días, con el consiguiente saqueo. Como consecuencia, la batalla de Tudela se libró mientras que los 20 000 hombres de Ney quedaron inexplicablemente en Soria, lo que libró al general Castaños de quedar atrapado entre dos ejércitos. 

«Si el Mariscal Ney no se hubiese dejado impresionar por los habitantes de Soria, y no se hubiese quedado el 23 y el 24 en Soria [...], él debería haber llegado el día 23 según mis órdenes a Ágreda y ni un solo hombre hubiese escapado». (Carta de Napoleón a su hermano José)

El 17 de septiembre de 1812, el general de distrito José Joaquín Durán conquistaba la ciudad de Soria, mandando derruir su castillo y murallas. La Guerra de Independencia supuso grandes daños económicos para Soria, y hubo que esperar a la segunda mitad del siglo XIX para que la ciudad recuperara sus índices de población y riqueza.
En 1836, se suprime la institución del Concejo de la Mesta, lo que hunde la ganadería, principal fuente de riqueza para Soria. A la caída del Antiguo Régimen la localidad se constituye en municipio constitucional en la región de Castilla la Vieja, partido de Soria que en el censo de 1842 contaba con 942 hogares y 5400 vecinos.
Tras la muerte de Fernando VII en septiembre de 1833, Soria no se unió al bando carlista. En una semana, José María Cistue, brigadier comandante general de la provincia, alistó y organizó una compañía de vecinos para proteger la ciudad. En 1835, se decretó la leva obligatoria, y se formaron en la provincia dos batallones y un escuadrón, que se enfrentaron a las tropas carlistas en la batallas de Bañón (31 de mayo de 1836) y en la de Arévalo. Estas tropas estaban acuarteladas en el convento de Santa Clara, y defendiendo las puertas de la ciudad. El 16 de julio de 1836, mandada por Basilio García, una fuerza carlista de 1200-1400 hombres se acercó a la ciudad. Durante un día permanecieron acantonados en los altos de Santa Bárbara, entrando algunos de ellos en la ciudad para exigir pagos y tomar rehenes. Tras este episodio, la ciudad no sufrió ningún otro ataque de las tropas carlistas, si bien fue amenazada en alguna otra ocasión.
Desde entonces, liberales moderados y progresistas controlaron la capital, poco partidaria del absolutismo carlista. Como consecuencia, la Universidad de Santa Catalina, considerada entonces una institución absolutista, fue trasladada desde El Burgo de Osma. Sería poco después suprimida (1841), junto con otras instituciones conservadoras (Diputación de los Doce Linajes). En 1841 los liberales progresistas crearon la Escuela Normal para Maestros, que fue suprimida en 1843 con la caída de Espartero.

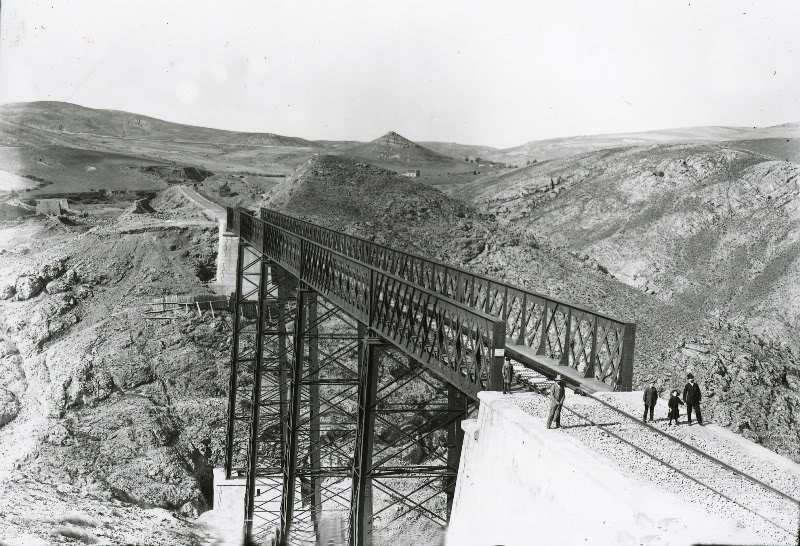
Antiguo viaducto de hierro, construido a finales del

La alternancia de la Restauración tuvo en Soria las figuras de Ramón Benito Aceña (diputado y luego senador liberal-conservador desde 1871 hasta 1917), José Hernández Prieta (liberal-fusionista) y Luis de Marichalar y Monreal (diputado conservador desde 1899 hasta 1923). El gran tema es el desarrollo de la ciudad y provincia, principalmente el ferrocarril, que llegaría finalmente a Soria en 1892 (ferrocarril Torralba-Soria).

### SigloXX

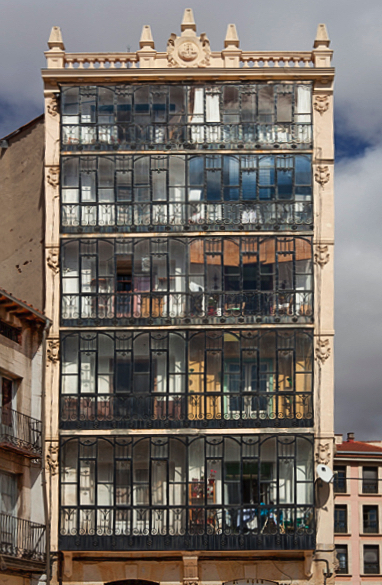
Viviendas de estilo modernista, de Ramón Martiarena Lascuráin

En 1912 se funda la Caja de Ahorros, como continuadora de la Sociedad Económica Numantina. En 1919 se funda otra importante institución cultural, el Museo Numantino.
Pese a que en las elecciones municipales de 1931 triunfaba la Coalición Republicano-Obrera, las fuerzas republicanas en Soria fueron pocas y divididas. Contaba con figuras como Benito Artigas Arpón, Juan Antonio Gaya Tovar y Manuel Hilario Ayuso Iglesias. El partido hegemónico en la provincia sería el Republicano Conservador de Miguel Maura, que en 1936, pese a ser reducidos a la insignificancia en el resto del país, conseguiría la mayoría de actas de diputados en Cortes de la provincia de Soria. El Frente Popular envió al tercer diputado de la provincia, el periodista Benito Artigas Arpón. Falange Española contaba con solo seis miembros.
Tras el estallido de la guerra civil, Soria pasó a ser controlada por el bando sublevado desde la llegada el 21 de julio de 1936 de una columna navarra enviada por Mola y al mando de García-Escámez. Pese a no sufrir combates durante la contienda, la represión fue importante, con al menos trescientos muertos en toda la provincia, incluyendo conocidas figuras políticas como Juan Antonio Gaya Tovar. Un aeródromo en la localidad de Garray fue base de la Legión Cóndor durante la campaña del norte.

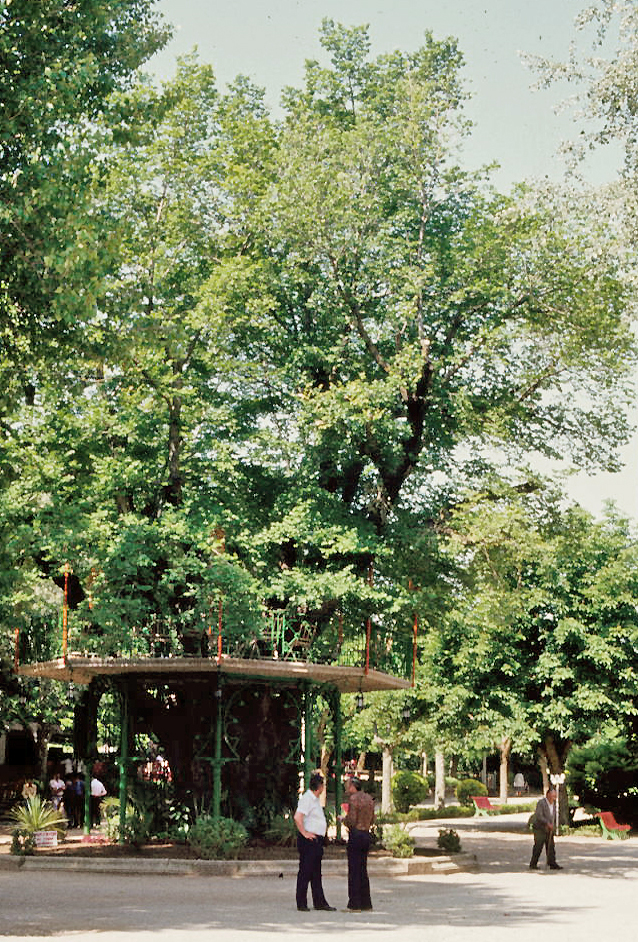
Árbol de la Música (ya desaparecido) en la década de 1970

A finales del siglo XX crece el término del municipio porque incorpora a las localidades de Oteruelos, Pedrajas, Toledillo y Las Casas.

### Actualidad
En la actualidad Soria puede definirse como una capital pequeña, pero activa gracias a la industria del turismo, que conserva en parte su carácter histórico y medieval, y rincones, que rezuman esa magia que ha seducido a los viajeros de todos los tiempos. La ciudad trata de rentabilizar la pátina literaria otorgada por su protagonismo en varias de las Leyendas de Gustavo Adolfo Bécquer o en los versos de Campos de Castilla de Antonio Machado y Gerardo Diego. También Ángela Figuera Aymerich dedicó un importante poemario al conjunto de la provincia, Soria pura (1949). Prueba de la importancia de estas personas en la historia de Soria, el grupo de pop-rock español Gabinete Caligari compuso la canción Camino Soria (1987).
Por otro lado las comunicaciones son escasas, lo que contribuye al estancamiento de su crecimiento. Las oportunidades de estudio y de trabajo para los jóvenes se ven reducidas. Son muchos los que abandonan la ciudad para estudiar y no regresan. Los éxitos de los atletas dirigidos por el soriano Enrique Pascual (Abel Antón, Fermín Cacho, Reyes Estévez) y de los equipos de fútbol y voleibol del Club Deportivo Numancia han proporcionado a Soria cierto renombre deportivo.

## Demografía
Soria cuenta con una población de 40 750 habitantes (INE 2024).
| Gráfica de evolución demográfica de Soria entre 1842 y 2021 |
| |
| Población de derecho según los censos de población del INE Población de hecho según los censos de población del INEEn 1972 crece el término del municipio porque incorpora a Oteruelos y Pedrajas |

### Población por núcleos
| Núcleos   | Habitantes (2000) | Habitantes (2023) |
| --------- | ----------------- | ----------------- |
| Soria     | 33 877            | 39 788            |
| Las Casas | 102               | 175               |
| Oteruelos | 31                | 44                |
| Pedrajas  | 48                | 62                |
| Toledillo | 30                | 27                |

### Urbanismo
La ciudad de Soria se puede dividir en siete zonas principales, compuestas a su vez por distintos barrios.
- Centro: En la zona central de la ciudad, se sitúa el casco histórico de Soria, donde se encuentran los monumentos más importantes como el Ayuntamiento, la iglesia de San Juan de Rabanera, el Palacio de los Condes de Gomara o la iglesia de Santo Domingo. Además, en el mismo se localizan las principales plazas y calles de la ciudad, como la plaza Mayor, la plaza de San Esteban, la plaza de San Clemente o la calle del Collado.[58]
- Avenida de Valladolid-Barriada de Yagüe: Zona situada al noroeste de la ciudad de Soria. Está integrada por la Barriada de Yagüe, también conocida como «La Barriada», una zona de casas bajas que se desarrolló a las afueras de la ciudad, pero que ha sido absorbida por el crecimiento urbanístico de la misma. Tiene su origen en la década de 1950 en la periferia, a donde se trasladaron vecinos principalmente del centro de la ciudad. El nombre proviene del general Juan Yagüe, principal patrocinador de su construcción hasta su muerte.[59] El barrio cuenta con una de las asociaciones de vecinos más importantes de la ciudad. En torno a la salida hacia Valladolid se ha desarrollado en los últimos años nuevas construcciones y urbanizaciones rodeada de zonas verdes. En esta zona se localizan la mayor parte de polígonos industriales de la ciudad, como el polígono industrial Las Casas, además de importantes zonas comerciales de la ciudad como el Leroy Merlín, Hipermercado E.Leclerc, Eureka o Lidl.
- Santa Bárbara: se localiza en el norte de la ciudad. En él se encuentran el Hospital Santa Bárbara, el parque de Santa Bárbara-Fuente del Rey o la plaza de toros El Coso de San Benito.[60]
- La Florida-San Pedro: al noreste de Soria, entre la calle Las Casas y Santo Tomé se localiza el barrio de la Florida, que toma su denominación del paseo del mismo nombre. En él se localiza el Hospital Virgen del Mirón y la ermita de Nuestra Señora del Mirón. Al este del centro de la ciudad, se localiza el barrio de San Pedro, que toma su nombre de la Concatedral de la ciudad, el Puente de Piedra Medieval o el monasterio de San Juan de Duero.
- Calaverón-Pajaritos: situado al sureste de la ciudad, el barrio de Calaverón se sitúa en el entorno del parque de Santa Clara, situándose en él el cementerio municipal El Espino, a las faldas del Castillo de Soria. Al sur del Calaverón se encuentra el barrio de Los Pajaritos, situado entre el lugar que ocupaba la línea de ferrocarril y los límites del Río Golmayo y Duero. En él se sitúa la Estación Soria Cañuela, el Nuevo Estadio de los Pajaritos y el Campus perteneciente a la Universidad de Valladolid.
- Eduardo Saavedra-Ronda Eloy Sanz Villa: se encuentra al este de la ciudad, contando con la N-234 como límite norte, la calle Eduardo Saavedra como límite este y la línea de ferrocarril al sur. Es una zona de nueva construcción en la cual se encuentra además el barrio de Los Royales.
- Polideportivos Asperon - Mariano Vicen: entre los barrios de los Pajaritos, el Centro, Santa Bárbara y la calle Eduardo Saavedra, se localiza esta zona en la cual se integra lugares destacados como la Dehesa o la parroquia de San Francisco de Asís.

### Área metropolitana
La ciudad posee una pequeña área metropolitana compartida con diversas localidades colindantes que suman un total de casi 50 000 habitantes.

## Administración y política

### Gobierno municipal

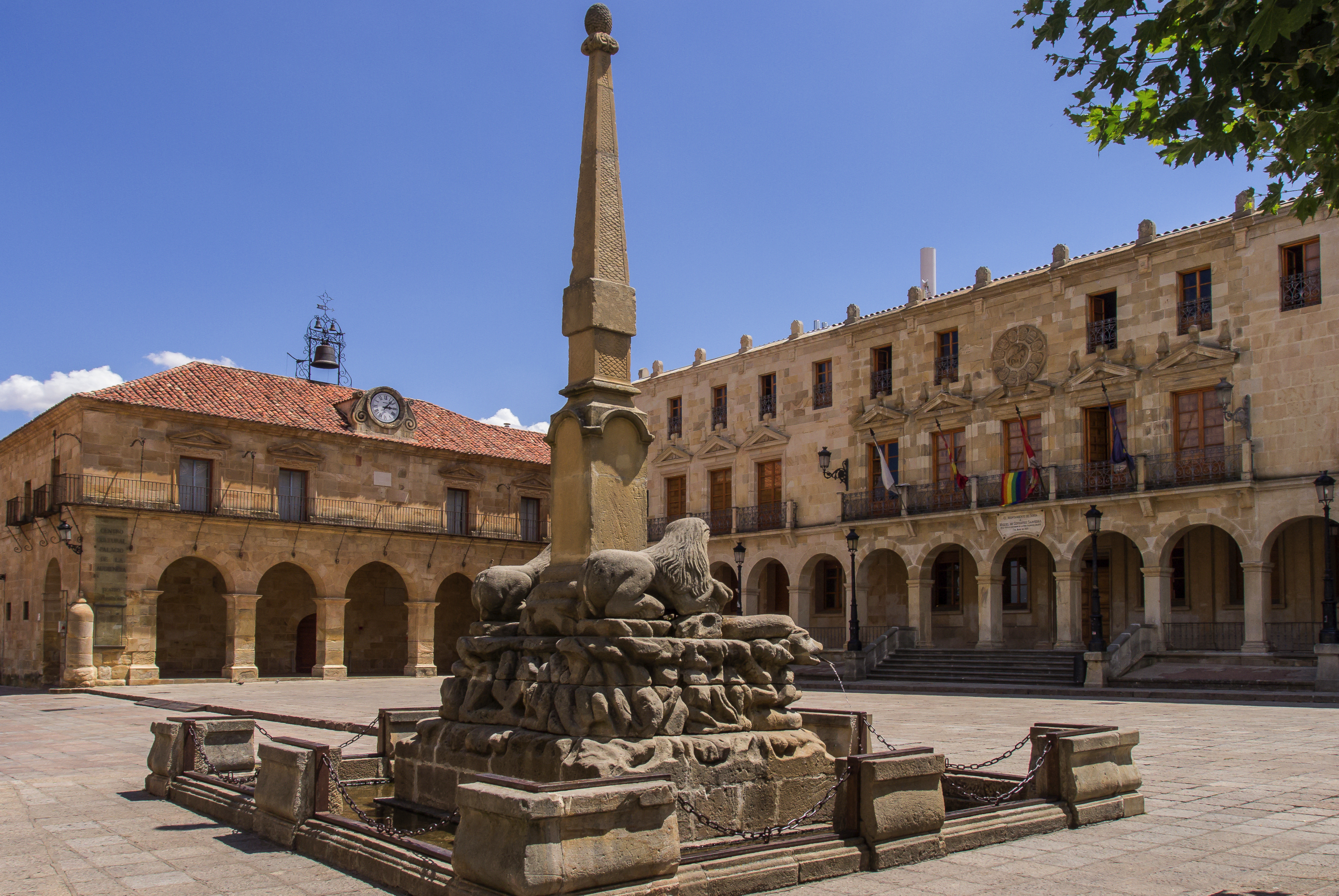
Ayuntamiento de Soria

| Periodo   | Nombre                      | Partido | Partido                                  |
| --------- | --------------------------- | ------- | ---------------------------------------- |
| 1979-1983 | José Luis Liso Marín        |         | Unión de Centro Democrático (UCD)        |
| 1983-1987 | José Luis Liso Marín        |         | Alianza Popular (AP)                     |
| 1987-1991 | Virgilio Velasco Bueno      |         | Alianza Popular (AP)                     |
| 1991-1995 | Virgilio Velasco Bueno      |         | Partido Popular (PP)                     |
| 1995-1999 | Javier Jiménez Vivar        |         | Partido Popular (PP)                     |
| 1999-2003 | Eloísa Álvarez Otero        |         | Partido Socialista Obrero Español (PSOE) |
| 2003-2007 | Encarnación Redondo Jiménez |         | Partido Popular (PP)                     |
| 2007-act. | Carlos Martínez Mínguez     |         | Partido Socialista Obrero Español (PSOE) |

| Partido político                         | 2023  | 2023  | 2023       | 2019     | 2019     | 2019       | 2015  | 2015  | 2015       | 2011  | 2011  | 2011       | 2007  | 2007  | 2007       |
| Partido político                         | Votos | %     | Concejales | Votos    | %        | Concejales | Votos | %     | Concejales | Votos | %     | Concejales | Votos | %     | Concejales |
| Partido Socialista Obrero Español (PSOE) | 8453  | 48,54 | 12         | 9310     | 49,52    | 12         | 8654  | 46,99 | 11         | 8374  | 46,07 | 12         | 7600  | 42,59 | 9          |
| Partido Popular (PP)                     | 5253  | 30,16 | 7          | 4353     | 23,15    | 6          | 5352  | 29,06 | 7          | 6391  | 35,16 | 9          | 7059  | 39,56 | 9          |
| Vox                                      | 1413  | 8,11  | 2          | 736      | 3,91     | 0          | —     | —     | —          | —     | —     | —          | —     | —     | —          |
| Podemos                                  | 807   | 4,63  | 0          | 1160     | 6,17     | 1          | —     | —     | —          | —     | —     | —          | —     | —     | —          |
| Izquierda Unida (IU)-En Común            | 659   | 3,78  | 0          | 741      | 3,94     | 0          | 1161  | 6,30  | 1          | 895   | 4,92  | 0          | 984   | 5,51  | 1          |
| Ciudadanos (CS)                          | 384   | 2,20  | 0          | 1592     | 8,47     | 2          | 1501  | 8,15  | 1          | 516   | 2,84  | 0          | —     | —     | —          |
| SORIAN@S                                 | —     | —     | —          | En Común | En Común | En Común   | 1369  | 7,43  | 1          | 2929  | 3,99  | 0          | 4978  | 6,70  | 2          |

### Mancomunidad de los 150 Pueblos de la Tierra de Soria

Comunidades de Villa y Tierra de la Extremadura Castellana

Soria fue cabeza de una Comunidad de Villa y Tierra, una forma de organización política de la Extremadura castellana que consiste en tierras comunadas con distintas aldeas alrededor de una villa mayor y que se subdividían, a su vez, en seis sexmas u ocho ochavos. La Tierra de Soria se extendía por casi 3000 km², la más extensa tras las de Ávila, Segovia, Plasencia y Trujillo. Conocida luego como Universidad de la Tierra de Soria, desapareció en 1837.

En el año 1844 el pleno de la Diputación de Soria propuso que no fuera la propia institución provincial, sino las aldeas de la Tierra las que administrasen y gestionasen sus bienes patrimoniales. Así, en 1898, es como se crea la Mancomunidad de los 150 Pueblos de la Tierra de Soria como institución heredera de la antigua Comunidad de Villa y Tierra de Soria y de la más reciente Universidad de la Tierra de Soria. El título preliminar de los Estatutos dice que la Mancomunidad tiene como objetivo prioritario:
«la administración, conservación y rescate de su patrimonio contra los ataques a su integridad y la obtención del mayor rendimiento económico del mismo, según los principios de máxima utilidad general y la colaboración de la satisfacción a las necesidades de los pueblos, mediante los repartos de excedentes de los rendimientos de los bienes».

### Instituciones provinciales
Soria es la capital de la provincia homónima y en Soria tienen sede los entes administrativos de ámbito provincial, tanto dependientes del gobierno autonómico como estatal. El Gobierno de España dispone de la subdelegación del gobierno en Soria. Cabe mencionar asimismo la Diputación Provincial encargada de asegurar la prestación integral y adecuada en la totalidad del territorio provincial de los servicios de competencia municipal.
La sede episcopal está compartida entre la concatedral de San Pedro en la ciudad de Soria, y la catedral de la Asunción, en la villa de El Burgo de Osma. El Obispado de Osma formó parte de la Provincia Metropolitana de Toledo desde su fundación, antes del año 597, hasta 1861 en que pasó a integrarse en la Metropolitana de Burgos. El papa Juan XXIII cambió la denominación a diócesis de Osma-Soria en 1959. Desde entonces, los límites de la diócesis coinciden con los de la actual provincia administrativa de Soria.

## Patrimonio
En 2014, Soria tenía 292 monumentos, edificios, yacimientos y obras de arte catalogados.

### Religioso

#### Las 35 parroquias originales
Según se desprende del censo poblacional de 1270 elaborado por Alfonso X la ciudad llegó a contar hasta con 35 collaciones o parroquias. Cada una de estas disponía de su propio templo cuya grandeza estaría en función del poder económico de las familias que la formaban. Algunas conservan casi intacto su carácter románico.
- La iglesia de San Juan de Rabanera. Conserva su carácter original románico. Es particularmente resaltable su ábside semicircular dividido en cuatro paños, con ventanas en los dos centrales y dos ventanas ciegas bellamente decoradas en los exteriores. 
  - La portada de la iglesia de San Juan de Rabanera también es románica, pero no es de esta iglesia originalmente. Fue trasladado desde la iglesia de San Nicolás, otrora uno de los templos más emblemáticos de la ciudad y actualmente una ruina consolidada.
- La iglesia de Santo Domingo, originalmente dedicada a Santo Tomé, también conserva su carácter románico. Destaca su portada, con un raro ejemplo (solo hay 5 en el mundo) de trinidad paternitas rodeado de cuatro arquivoltas bellamente labradas con escenas bíblicas, y un rosetón de ocho porciones.[25] El interior de la iglesia es del templo original del siglo XI, mientras que las tres naves de los pies y la fachada datan del siglo XII. El ábside fue destruido en el siglo XIV para construir la nueva cabecera.[67]

Muchas de las 35 parroquias originales fueron completamente reformadas en años posteriores.
- La iglesia de Santa María la Mayor, conserva del templo románico una austera portada, los dos absidiolos y tres cuerpos de la torre. Durante el siglo XVI, el Cabildo se trasladó a este templo de forma temporal, y se construyeron la capilla mayor y el ábside tardo-gótico.
- La iglesia de Nuestra Señora del Espino conserva pocos vestigios románicos, siendo reconstruida a lo largo del siglo XVI en estilo plateresco.
- La ermita de Nuestra Señora del Mirón es actualmente un templo barroco, pero conserva el ábside del templo románico original como sacristía.[25]

La mayoría de las parroquias originales desaparecieron a lo largo de los siglos, conservándose restos de algunas de ellas.
- La iglesia de San Nicolás.
- La iglesia de San Agustín el Viejo conserva los muros y ábside.
- La iglesia de San Ginés conserva los muros sur y norte.
- La iglesia de San Miguel de Cabrejas conserva algunos elementos integrados en una casa del siglo XIX.

#### Concatedral de San Pedro

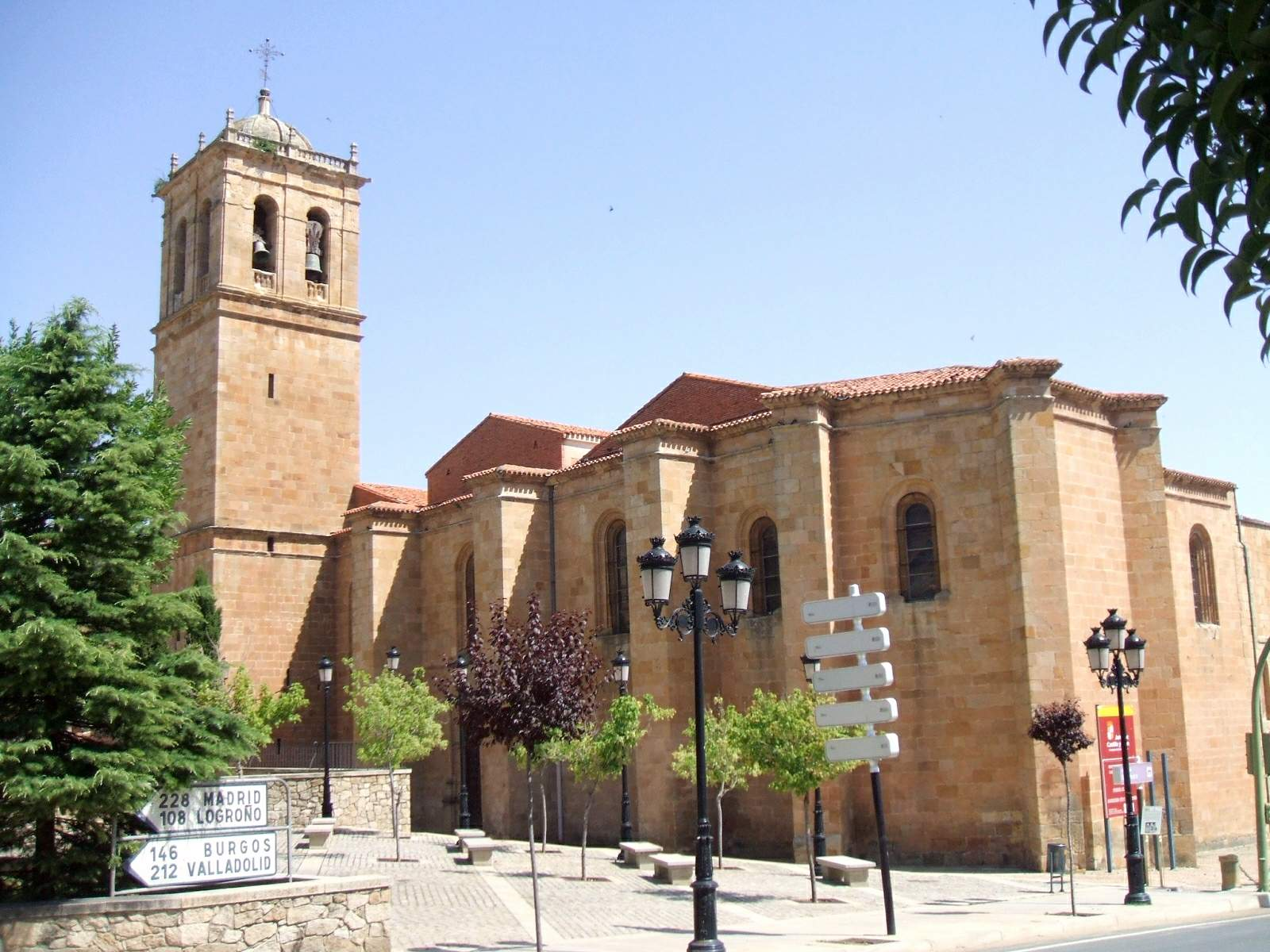
Concatedral de San Pedro

La concatedral de San Pedro cuenta con restos de una iglesia monacal del siglo XII. La iglesia monacal sufrió una ruina parcial en 1543, y fue reconstruida durante el siglo XVI siguiendo el modelo de la colegiata de Berlanga de Duero. Es de planta de salón de cinco naves con bóvedas de crucería estrelladas de combados, soportadas por columnas dóricas de sección circular, con cabecera poligonal. Tanto la nave central como las laterales constan de cinco tramos separados por arcos fajones levemente apuntados. En las naves laterales entre los contrafuertes hay numerosas capillas. Posee un remarcable claustro de sillería arenisca, del que quedaron tras la ampliación renacentista 24 m de longitud distribuidos en tres tramos: dos de cuatro arcos y otro de cinco. Gaya Nuño dijo del claustro que es el más bello de España, por la elegancia de las proporciones, la esbeltez de las arquerías y lo nuevo de la decoración. En el antiguo refectorio del monasterio de los agustinos, se sitúa el Museo Diocesano de la Concatedral de San Pedro.

#### Órdenes militares
Desde el siglo XII se instalaron en Soria varias órdenes militares. Los caballeros de la Orden del Temple fundaron el monasterio de San Polo, que todavía se conserva aunque en manos privadas. Los caballeros de la Orden de Calatrava construyeron la iglesia de El Salvador, reconstruida en el siglo XX siguiendo la arquitectura funcional. Los Caballeros Hospitalarios de San Juan de Jerusalén construyeron el monasterio de San Juan de Duero, de la que se conserva una sencilla iglesia y el claustro. En la iglesia destacan por lo inusual dos templetes dispuestos a los lados del presbiterio a modo de iconostasio, de forma que podía cerrarse el espacio que quedaba entre ambos y ocultar al sacerdote en el momento de la consagración, siguiendo las normas del rito griego. Aún más original es el perfectamente conservado claustro del siglo XIII, un verdadero muestrario de diferentes estilos arquitectónicos.

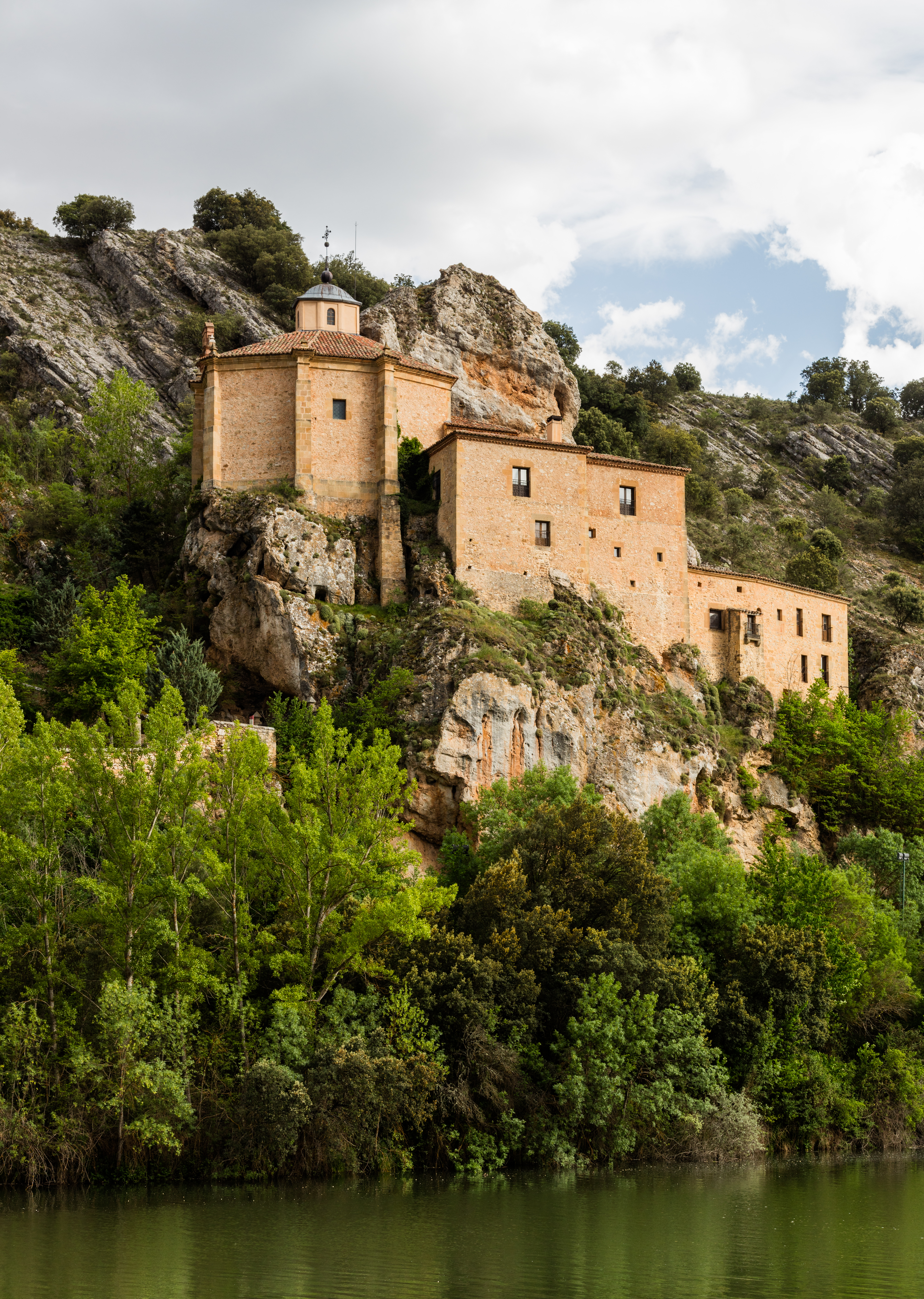
Ermita de San Saturio

#### Otros monumentos religiosos
- Ermita de San Saturio, a orillas del Duero. Barroca, de estructura octogonal. Su interior está completamente decorado por frescos de Juan Antonio Zapata.
- Convento de Nuestra Señora del Carmen. Fundado por la propia Santa Teresa de Jesús en 1581. El edifidio actual es de mediados del siglo XVII, diseñado en elegante estilo barroco por Melchor de Bueras.
- Convento de Nuestra Señora de la Merced. Reconstruido en el siglo XVI. Desacralizada tras los procesos desamortizadores del siglo XIX y actualmente propiedad de la Diputación.
- Ermita de Nuestra Señora de la Soledad. Pequeña ermita con un gran pórtico construido en el siglo XVI. Cobija varias tallas de gran valor.
- Convento de San Francisco
- Convento de Santo Domingo
- Colegio de la Compañía de Jesús
- Convento de Santa Clara
- Ermita de Santa Bárbara
- Convento de San Agustín
- Convento de la Purísima Concepción

### Civil
- Muralla y castillo de Soria
- Última vivienda medieval Travesía cinco Villas 7
- Círculo Amistad Numancia
- Palacio de los Condes de Gómara
- Palacio de los Ríos y Salcedo
- Plaza de Toros

#### Calles y plazas
- Plaza Mayor
- Calle Real
- Plaza de San Clemente
- Plaza de San Esteban - Plaza del Olivo
- Plaza de Bernardo Robles
- Calle Caballeros
- Calle Aduana Vieja
- Calle del Collado
- Plaza del Rosel y San Blas

### Parques y jardines
- Alameda de Cervantes
- Parque del Castillo
- Parque de La Arboleda
- Parque de Santa Clara
- Parque del Mirón
- Márgenes del Duero

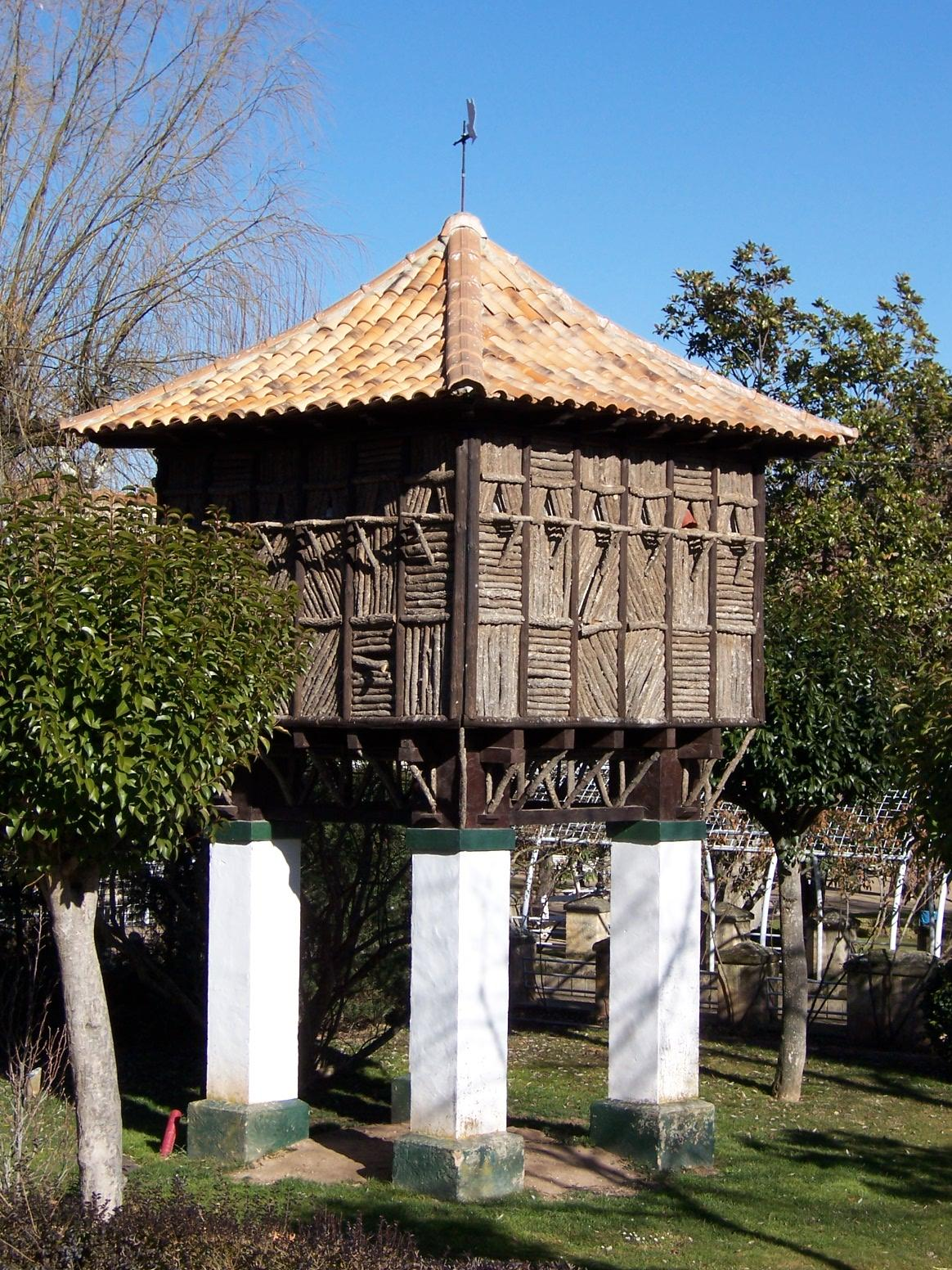
Palomar en forma de hórreo, en la Alameda de Cervantes

- Parque de Santa Bárbara-Fuente del Rey
- Parque Gabriel Cisneros

### Museos

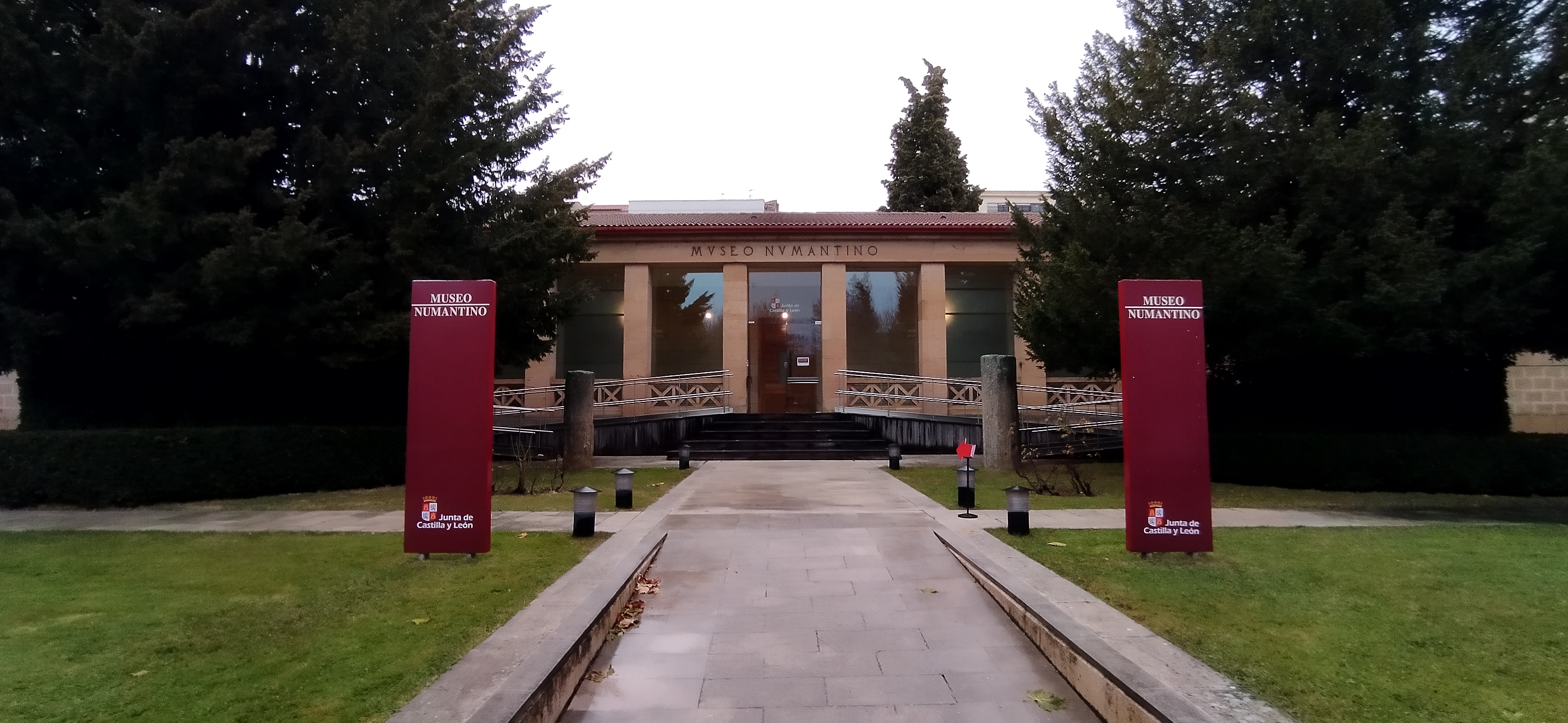
Museo Numantino de Soria

- Museo Numantino, es el nombre del museo arqueológico de Soria y recoge buena parte de los hallazgos de la cercana Numancia.
- Casa de los poetas de Soria, es el museo de los poetas que escribieron sobre Soria.
- Museo Medieval de San Juan de Duero situado en la iglesia del monasterio del mismo nombre.
- Museo Diocesano-Catedralício con fondos de la concatedral de San Pedro y ubicado en el antiguo refectorio del claustro.
- Centro cultural Juan Antonio Gaya Nuño, centro cultural y museo de arte contemporáneo español que recoge los fondos de Juan Antonio Gaya Nuño.
- Museo de San Saturio, enclavado en la antigua casa del santero de la ermita de San Saturio.
- Centro de Recepción de Visitantes El Fielato.
- Museo del Agua.
- Ecocentro del Duero.

### Espacios culturales
- Teatro Cultural Palacio de la Audiencia
- Aula Magna Tirso de Molina
- Biblioteca Pública
- Archivo Histórico Provincial de Soria
- Archivo Histórico Municipal de Soria
- Centro cívico Bécquer
- Centro cívico Gaya Nuño
- Centro cívico La Barriada

## Servicios

### Educación

#### Universidades
Los antecedentes del actual campus están en el Colegio Universitario de Soria (CUS). La Ley 14/1970 de 4 de agosto permitió la creación del Colegio Universitario de Soria en 1972, para impartir el primer ciclo de las Licenciaturas de Medicina y Filosofía y Letras. Este centro, perteneció inicialmente al distrito universitario de Zaragoza y estableció su sede en las dependencias del Hospital de Santa Isabel, antiguo convento de San Francisco, uno de los centros de estudios más importantes de la historia universitaria de Soria. En el curso académico 1984-85 se adscribió el Colegio Universitario de Soria a la Universidad de Valladolid, que adquiriría la condición de integrado en 1987, desapareciendo como tal.
Con la construcción del Campus de los Pajaritos, se procedió al traslado de todas las escuelas y facultades que se hallaban dispersas en diferentes sedes en el curso académico 2005/2006. En 2008 pasaría a denominarse oficialmente Campus Universitario Duques de Soria. Situado al sur de Soria, se trata de un único edificio de usos múltiples todas las dependencias de la Universidad de Valladolid en Soria, a excepción de la Residencia Universitaria que se mantiene dentro del convento de la Merced, en el centro de la ciudad.

#### Institutos y colegios
- EEI Virgen del Espino
- EEI Virgen del Mirón
- EEI El Trébol
- EEI Escuela Infantil de Soria
- EEI Polígono Las Casas II
- CEIP Las Pedrizas
- CEIP Numancia
- CEIP La Arboleda
- CEIP Infantes de Lara
- CEIP Fuente del Rey
- CEIP Doce Linajes
- IES Castilla
- IES Politécnico
- IES Virgen del Espino
- IES Machado
- Colegio Sagrado Corazón
- Colegio Santa Teresa de Jesús
- Colegio San José
- Colegio Nuestra Señora del Pilar
- CEE Santa Isabel
- CIFP La Merced
- CIFP Pico Frentes
- EA Escuela de Arte y Superior de Diseño de Soria
- EOI Alfonso X El Sabio
- C Música Oreste Camarca
- CEPA Celtiberia

### Comunicaciones

#### Carreteras
Soria es un nudo de comunicaciones por la que pasan importantes vías. De momento se está trabajando en el desdoblamiento de estas. Es el caso de la N-122 (Zaragoza-Portugal), que se convertirá en la A-11 Autovía del Duero, lleva más de treinta años sin que ningún gobierno sea capaz de comprometerse realmente a finalizar unas obras que permitan desdoblar el tráfico rodado diario de más de 9000 vehículos. La N-111 (Madrid-Pamplona) completó su desdoblamiento y transformación parcial en la A-15 en 2015. Existe también la N-234, que la une con Burgos y Teruel. El túnel de Piqueras, aparentemente paralizado durante años, fue inaugurado el 3 de octubre de 2008 y actualmente soluciona en la N-111 el paso del puerto de Piqueras y el paso de Soria a La Rioja.
Autopistas y autovías
- SO-20 Circunvalación

Actualmente están en construcción y sin plazo definido de conclusión:
- Autovía de Navarra (A-15): Medinaceli-Tudela
- Autovía del Duero (A-11): Soria-Valladolid-Zamora-Portugal

Otras carreteras
- Carretera N-122: Gallur-Tarazona-Soria-Aranda de Duero-Valladolid-Zamora-Portugal
- Carretera N-234: Sagunto-Teruel-Calatayud-Soria-Burgos
- Carretera N-111: Logroño-Soria

#### Autobuses urbanos
Soria posee seis líneas de autobús urbano que recorren con distintas frecuencias la ciudad. Las líneas, denominadas Urbano de Soria, están gestionadas por el grupo Avanza.
- LÍNEA 1/3: Centro - Pajaritos - Royales - Centro - San Pedro - Hospitales - San Pedro - Centro
- LÍNEA 2: Centro - Barriada - Tejera - Polígono - Santa Bárbara - Centro
- LÍNEA 4: Centro - Hospitales - Estación de autobuses - Centro
- LÍNEA 4E: El Salvador - Polígono - Barrio de las Casas
- LÍNEA EX: Exprés Polígono
- LÍNEA CIRCULAR: realiza el recorrido de todas las líneas los domingos y festivos

#### Autobuses interurbanos
La estación de autobuses de Soria está situada en el número 40 de la avenida de Valladolid, en la confluencia de dicha calle con la de Eduardo Saavedra y la avenida de la Constitución. Inició su actividad el 17 de marzo de 1986, concentrando desde entonces en ella todos los servicios de transporte público regular de viajeros por carretera con origen, destino o parada en la ciudad de Soria.

#### Ferrocarril
La ciudad fue un eje ferroviario de primer orden, por la cual circularon hasta tres líneas.
- Ferrocarril Torralba-Soria (en servicio).
- Ferrocarril Santander-Mediterráneo (cerrada, transformada en vía verde).
- Ferrocarril Soria-Castejón (fuera de servicio).

La ciudad llegó a contar con dos estaciones de tren; la estación de San Francisco y la estación de El Cañuelo. La primera era estación término de la línea Torralba-Soria mientras que la segunda acogía las líneas Santander-Mediterráneo y Soria-Castejón. En 1965 se demolió la estación de San Francisco, quedando El Cañuelo como estación término de la línea Torralba-Soria. La Línea 54 de Media Distancia de Renfe conecta Soria con Madrid-Chamartín, a razón de cuatro relaciones diarias, dos desde Madrid y dos desde Soria. Habiendo una adicional los fines de semana. Las paradas intermedias son Quintana Redonda, Tardelcuende, Almazán-Villa, Coscurita, Torralba, Sigüenza, Jadraque, Guadalajara y Alcalá de Henares.
Soria es la única capital de provincia castellano-leonesa que no tiene comunicación directa por tren con ninguna de las demás capitales de Castilla y León.

#### Conexiones aéreas
El aeródromo de Garray está a escasos kilómetros, pero no tiene servicio de líneas regulares. Los aeropuertos más cercanos son el Aeropuerto de Logroño-Agoncillo, el Aeropuerto de Zaragoza, y el Aeropuerto de Madrid-Barajas, con el que existen hasta siete conexiones directas diarias en autobús.

## Cultura

### Fiestas populares

#### Semana Santa
Declarada Fiesta de Interés Turístico Regional de Castilla y León. Sus tallas se encuentran a la altura de las grandes tallas castellanas (de gran valor artístico en escultura policromada) que participan en la Semana Santa en Castilla y León. Como muestra de ello, se puede contemplar durante la Semana de Pasión la bella imagen del Cristo del Humilladero (siglo XVI), atribuido a Juan de Juni o a su escuela.

#### Fiestas de San Juan
Declaradas Fiesta de Interés Turístico Regional de Castilla y León. De larga historia, según algunas interpretaciones es incluso mencionada en el Fuero de Soria de 1110. 
Inicio y fin de fiestas.

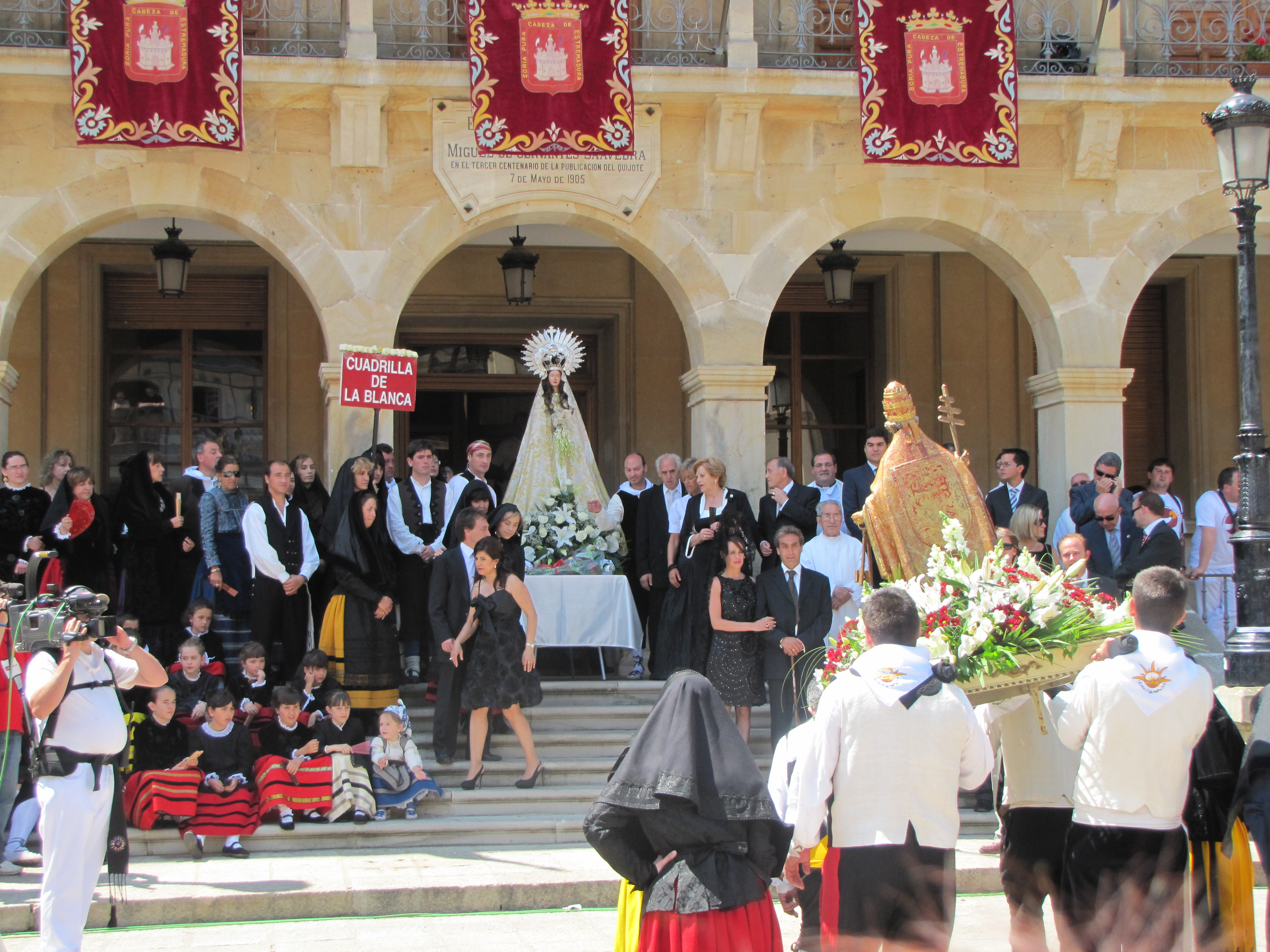
Lunes de Bailas

La ciudad de Soria celebra sus fiestas en las fechas comprendidas entre el miércoles inmediato posterior al día de San Juan, 24 de junio, y el lunes inmediato posterior a dicha fecha, ambos inclusive. Cuando el citado miércoles coincida con la festividad del día de San Juan, las fiestas comenzarán en ese mismo día, siendo pregonadas, todos los años dicho miércoles a media noche.
La ciudad se distribuye durante sus fiestas en «Las Doce Cuadrillas», cada una con el nombre de un Santo. Junto a la figura del toro, las Cuadrillas son las protagonistas de los Sanjuanes y proviene de la antigua distribución medieval de la ciudad, en dieciséis barrios o collaciones. Las Cuadrillas son las encargadas de proveer el toro para el viernes, de repartir las tajadas entre los vecinos que han entrado en Fiestas el sábado y el domingo, de organizar los Agés, de preparar la Caldera y sacar en procesión a los santos de Cuadrilla el Lunes de Bailas.
En 2020 debido a la pandemia del COVID-19 se decidió suspender las fiestas de San Juan por primera vez en la historia, repitiéndose esta situación en 2021.

#### Fiestas de San Saturio
Fiestas patronales de la ciudad, celebradas del 1 al 5 de octubre, si bien las actividades se extienden a los fines de semana anteriores y posteriores.

#### Carnaval de Soria
Comienza el jueves anterior al Miércoles de Ceniza, el llamado Jueves Lardero, documentado al menos desde el siglo XVII Es tradición del Jueves Lardero ir a merendar a los parajes cercanos a la ciudad. En sus orígenes el Jueves Lardero no marcaba el inicio de los carnavales y los chicos reclamaban la gallofa por las casas para poder preparar luego la merienda. También está documentada otra tradición, perdida y recuperada en 2018, que consistía en correr dos toros de fuego construidos en madera el Lunes de Carnaval. El último día se realiza el Entierro de la Sardina, con quema de la sardina en el río Duero.

#### Todos los Santos
En Soria, en las fechas próximas al Día de Todos los Santos se celebra el Festival de las Ánimas desde hace más de 30 años. Entre los actos que componen el festival, el broche lo pone la lectura a la leyenda El monte de las Ánimas, de Bécquer, el día 1 de noviembre.

### Itinerarios culturales

#### Camino de Santiago castellano-aragonés
El Camino de Santiago castellano-aragonés, atraviesa la provincia de Soria. Este camino une los communes de Gallur y Santo Domingo de Silos, donde se une con el Camino de la Lana, y recorre la provincia de Soria desde Ágreda hasta San Leonardo. Los peregrinos y la ciudad contaban con la protección y servicio de las órdenes militares desde el siglo XII. Se instalaron extramuros, cerca de las principales puertas y accesos.

#### Cañada Real
Cañada Real Soriana Oriental, es una de las Cañadas de la Mesta, de unos 800 km de longitud que parte de la provincia de Soria y llega a la de Sevilla, pasando por la ciudad de Soria.

#### Vías verdes
- Ferrocarril Santander-Mediterráneo, convertido en vía verde. Esta prevista la adecuación de un albergue en la estación de El Cañuelo.

#### Huellas de Teresa de Jesús
Huellas de Teresa de Jesús. Ruta de peregrinación, turística, cultural y patrimonial que reúne las diecisiete ciudades donde santa Teresa de Jesús dejó su huella en forma de fundaciones. La ruta no tiene un orden establecido o un tiempo limitado ya que cada peregrino o visitante puede realizarla cómo y en el tiempo que desee.

### Música
- Enclave de Agua, festival de música afroamericana celebrado en las Márgenes del Duero el último fin de semana de julio.
- Soria Rock, festival de música rock en la que grupos locales comparten telón con cantantes consolidados. Se celebra a mediados de julio.
- Otoño Musical Soriano, sigue cumpliendo años y es una escala clásica en el calendario cultural de Soria.
- Certamen Internacional de Tunas Ciudad de Soria, celebrado desde el año 2006.
- Festival de Canto Coral de Soria, celebrado desde el año 2010.

### Cine
- Certamen Internacional de Cortos Ciudad de Soria.

### Literatura
- Feria del Libro.
- Festival de Teatro de Calle, celebrado en agosto.
- Festival de Ánimas, velada literaria que gira en torno a Gustavo Adolfo Bécquer y la leyenda de El monte de las ánimas con pasacalles, lectura de la leyenda y paso del fuego además de otros eventos que completan el programa.
- Tren Campos de Castilla.

### Gastronomía
Junto a las ciudades de Koroni, Cilento y Chauen, Soria fue particularmente destacada por la UNESCO al incluir la dieta mediterránea en su lista Representativa del Patrimonio Cultural Inmaterial de la Humanidad.
- Congreso Internacional de Micología Soria Gastronómica, bienal, celebrado a finales de octubre.
- Semana de la Tapa Micológica, última semana de octubre.
- Jornadas gastronómicas de la trufa negra de soria y La Ruta Dorada de la Trufa, jornadas gastronómicas dedicadas a la trufa negra en el que participan los bares y restaurantes de Soria y su provincia. Se celebra a principios de marzo.
- Jornadas de la Cuchara y el Tenedor, celebrada a principios de mayo, en la que se sirven tapas de temática libre.

### Eventos
Los eventos culturales celebrados en esta ciudad:
- Celtíberos 2005, tras la estela de Numancia.
- El 750 aniversario del Fuero de Soria en 2006.
- Centenario de la llegada de Antonio Machado a Soria en 2007.
- Las Edades del Hombre de 2009/10 de Las Edades del Hombre - Paisaje Interior.
- V Centenario del Nacimiento de Santa Teresa de Jesús en el año 2015.
- Numancia 2017 en la que se celebra el 2150 aniversario de la gesta numantina contra Roma.

### Deporte
Soria ha tenido en los últimos años un enorme éxito en el deporte destacando a los atletas Abel Antón, bicampeón del mundo de maratón y Fermín Cacho, oro en los Juegos Olímpicos de Barcelona 1992. Actualmente entrena en Soria el atleta sevillano Manuel Olmedo.[cita requerida]

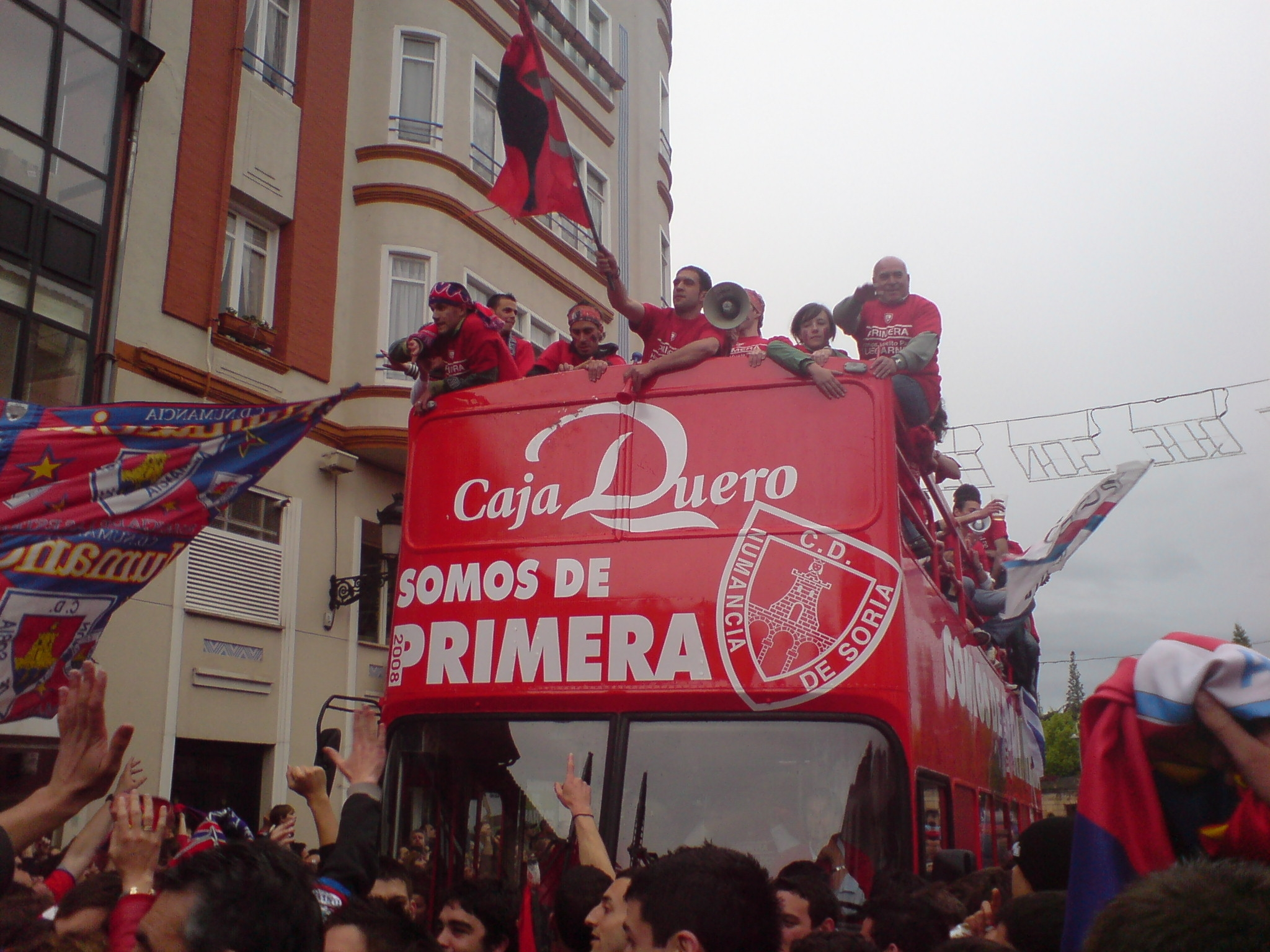
Festejos del C.D. Numancia por el ascenso a primera división en 2008

Por otro lado, también hay que destacar el éxito del C.D. Numancia, que ha participado cuatro temporadas en la primera división del fútbol español, sin olvidar la famosa hazaña de la Copa contra el F. C. Barcelona en los cuartos de final de la Copa del Rey en el año 1996. El Numancia le hizo cara al todopoderoso equipo de Johan Cruyff y tras empatar a dos goles en Los Pajaritos cayó con honra en el Camp Nou por tres goles a uno, llegando a adelantarse en el marcador con un gol de Jorge Barbarin que dejaba momentáneamente eliminados a los azulgranas. En la temporada 2007/2008, el club soriano consiguió quedar primero en la Segunda División, por lo que ascendió a la máxima categoría del fútbol español en la temporada siguiente, luchando con grandes como Real Madrid y FC Barcelona, incluso ganando a este último en la primera jornada de liga de la temporada 2008/2009. Pero el C.D. Numancia descendió a la categoría de plata a finales de esta temporada, permaneciendo todavía en la Segunda División española.
Cabe destacar la sección de voleibol del C. D. Numancia, que pelea año tras año por conseguir el título de liga, así como otros títulos en competiciones europeas. La sección de voleibol estuvo a punto de desaparecer a principios de 2007 por problemas económicos, pero un nuevo patrocinador salvo al equipo soriano que ahora participa en la Superliga Masculina bajo el nombre de CMA (Ciudad del Medio Ambiente). Su último título fue la Copa del Rey (2008) lograda en Teruel. En el verano de 2013 el C.D. Numancia cede los derechos federativos a la peña La Curva Soriana fundándose un nuevo club denominado C.D. Voleibol Río Duero Soria, con ayuda del C.D. San José de Soria, participando en la Superliga Masculina de Voleibol 2013/2014 como Río Duero San José. El voleibol soriano ha logrado tres Ligas, cuatro Copas del Rey y dos Supercopas de España, así como un subcampeonato de la Recopa de Europa. El último título relevante se produce en 2022 cuando el Río Duero consigue su primera Copa del Rey desde su fundación, la consigue en Soria en un pabellón de los Pajaritos completamente lleno incluyendo supletorias ante más de 4000 espectadores, se impone por 3-1 ante Teruel. Actualmente el equipo soriano es el decano de la máxima categoría del voleibol nacional, luchando por todos los título y desde 2022 compitiendo también en ligas europeas. El voleibol masculino también está en superliga 2 con el Sporting CV. El club Santo Domingo de voleibol, que milita en la segunda división española es el representante femenino.[cita requerida]
Volviendo al atletismo cabe destacar el oro conseguido en el campeonato de España por equipos el 23 de abril de 2020 por el Club Atletismo Soria en el monte Valonsadero, convirtiéndose en el único equipo soriano en lograrlo hasta la fecha.
También hay que hacer mención al balonmano, dado que esta ciudad tiene un equipo en primera división masculina, el Aranga Balonmano Soria y hubo otro equipo en primera división femenina, el CD Numancia, ya desaparecido.

## Ciudades hermanadas
- Colliure (Francia)
- Meharrize (Sahara Occidental)[78]